# 义和团运动
义和团运动，是一宗發生於1899年至1900年，因反洋和反外國勢力，以华北为中心，民众发起的排外反抗运动，並帶有宗教性質和迷信色彩。
清朝甲午戰爭戰敗后，西方列强划分在清朝的势力范围（瓜分中國），四處建教堂，故所吸收的中原基督徒增加，中原北部农村的基督徒憑著教堂特殊，已經幾次與非教徒頻繁發生教案，又逢天灾及宫廷权力争斗激化的情况下，黄河北岸农民与中国基督徒之间更加时常发生冲突。1900年春季冲突激化，发展为武装排外暴亂，直隶成千上万习练义和拳并號稱「义和团」的当地居民动用私刑处死與枪毙了大量中國基督徒與外来的西方人，期間存有犯罪行為，並纵火烧毁了教堂和基督徒房屋。雖說不能否認有列強的欺凌在內的其他原因，但綜觀整个运动并无严密的组织或统一的领袖，而是一场自发的群众行动，而針對的受害對象甚至也包含中國百姓，行为矛盾且混乱。
對於列強的質問，慈禧太后对此事的态度也多次反复。至同年6月，慈禧太后暂时决定利用并允许义和团进驻北京，义和团又先于清军进攻天津租界，庚子五臣諫言朝廷取締犯罪行為被處死，以及德籍外交官克林德被清禁军八旗虎神营当街击毙。因事情傳到西方，最终釀成俄羅斯、德國（佔領後才到）、法國、美國、日本、奧匈帝國、義大利和英國八国组建八国联军远征天津和北京報復，引发八國聯軍之役，使义和团被击破。

## 名称與起源
义和团运动又称庚子國變、庚子事變、庚子之亂、庚子拳亂、義和團之亂、義和團事件等，西方則多稱之為拳亂。义和团原稱义和拳，1899年毓賢改稱义和团，义和团参与者被西方教會称为「拳民」（英文亦多以對應的「Boxer」稱呼他們）、「拳匪」，义和团参与者稱中國基督徒为「教民」、「直眼」、「奉教的」、「二毛子」。
关于义和团的源头，高志運有不同观点。义和团起初還是反清組織，故清末吴桥知县劳乃宣就强烈地主张义和团源于八卦教，因此应当断然镇压。为此他刊布了小册子《义和团教门源流考》，而且亲自出马镇压义和团。当代义和团史著名学者路遥、李世瑜、佐藤公彦等也都认为義和拳與長期流行在山東一帶的举着反清复明大旗的白蓮教有关。但另有学者如周锡瑞、戴玄之等人认为义和团与白莲教没有多少关系，白莲教信奉无生老母，而义和团则不一定提及此神。义和团也不反清；《义和团揭帖》中说“非是邪、非白莲”；义和团组织涣散，白莲教有清楚的师徒关系而形成严密的组织。周锡瑞认为应当从鲁西北的社会文化中寻找义和团的源头。且義和團作亂暴動期間對白蓮教教徒也一樣缺少善意。
后因慈禧太后發動戊戌政變，宣佈訓政，囚禁光緒皇帝。而逃亡海外的康有為對外宣稱握有光緒皇帝密詔，此舉引起慈禧注意，為防止變法的持續推行與訓政的正當性，慈禧意圖廢黜光緒皇帝，推行己亥立儲，遭到列強反對而未成功，對西人極為憤恨，欲利用義和團作為排除外國勢力的工具，便召義和團民入京，稱之為「義民」。

## 宗旨與口號

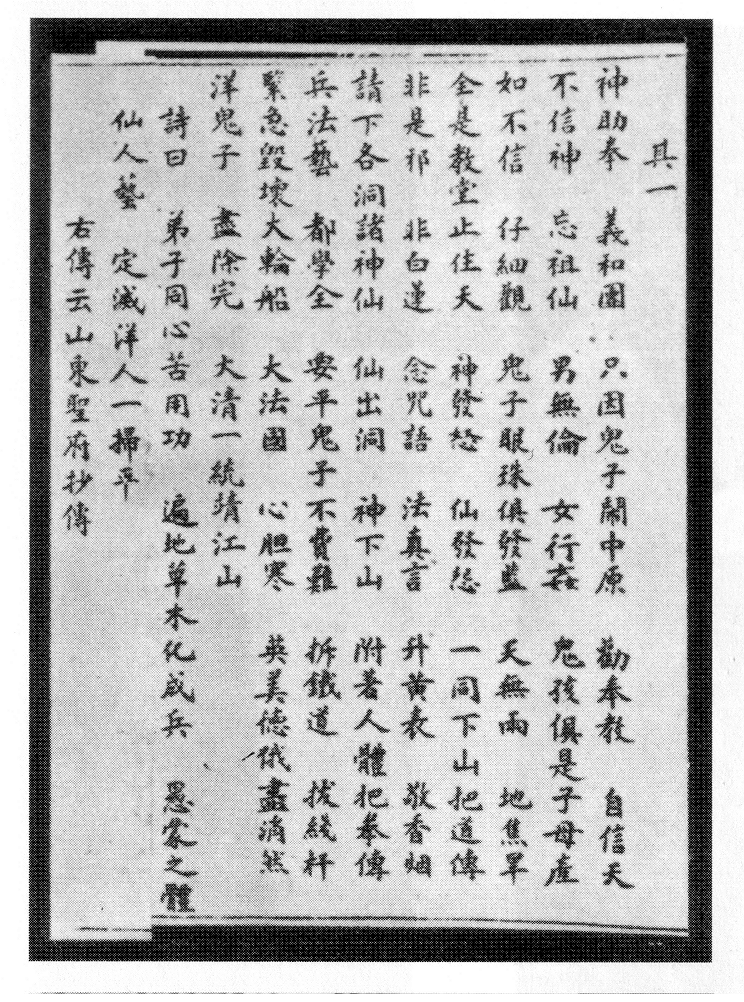

神助拳、義和團，只因鬼子鬧中原。
勸奉教、自信天，不信神、忘祖仙。
男無倫、女行姦，鬼孩俱是子母產。
如不信、仔細觀，鬼子眼珠皆發藍。
天無雨、地焦旱，全是教堂遮住天。
神發怒、仙發怨，一同下山把道傳。
非是邪、非白蓮，念咒語，法真言。
升黃表、敬香煙，請下各洞諸神仙。
仙出洞、神下山，附着人體把拳玩。
兵法藝、都學全，平定鬼子不費難。
拆鐵道、拔線杆，緊急毀壞火輪船。
大法國、心膽寒，英美德俄盡消然。
洋鬼子、盡除完，大清一統靖江山。
弟子同心苦用功，遍地草木化成兵；
愚蒙之體仙人藝，定滅洋人一掃平。

## 背景与义和团的兴起

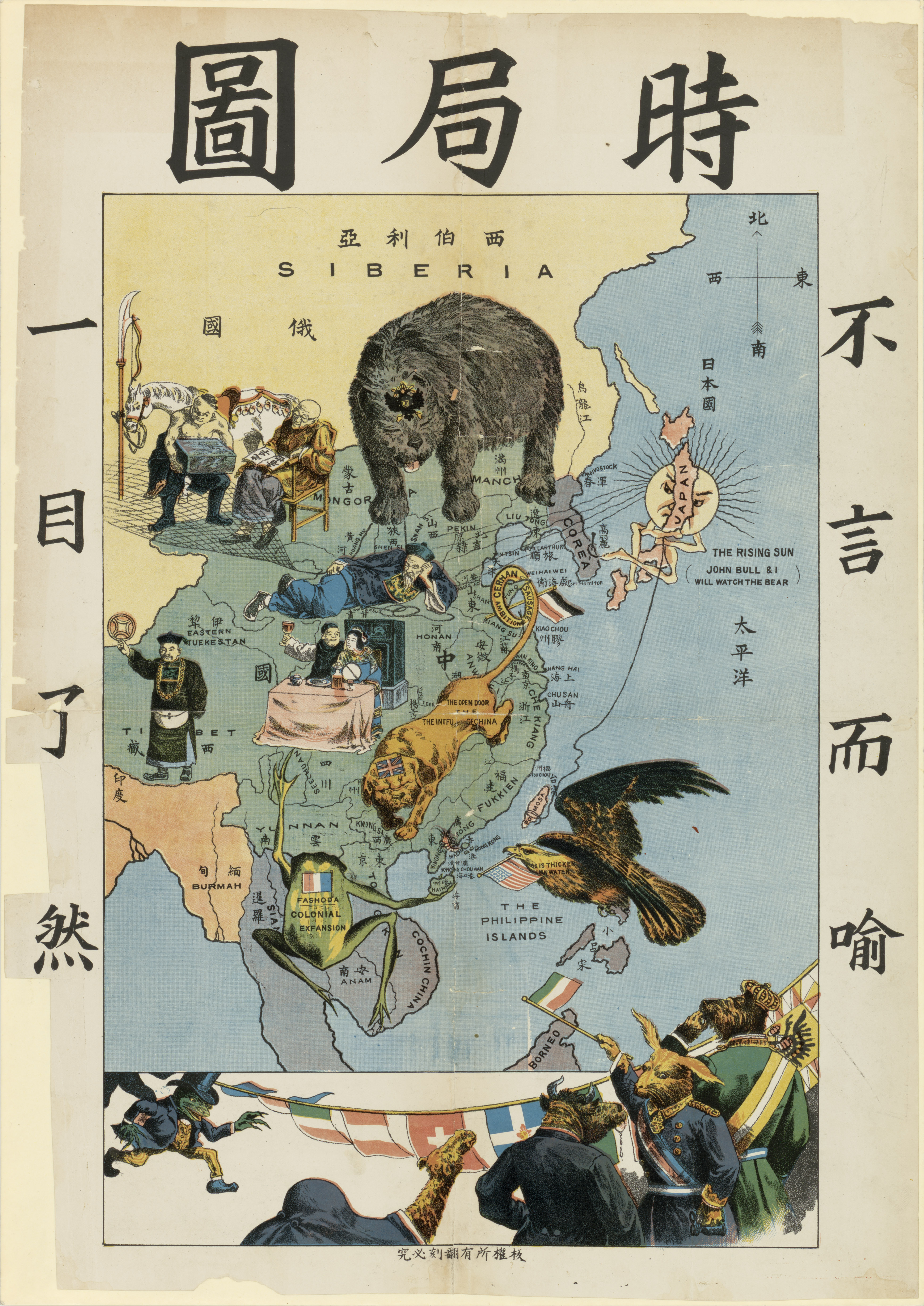
19世紀末瓜分中國當時的时局諷刺图

1856年第一次英法聯軍之役後，咸豐皇帝與列強簽訂天津條約，割地或建立租界已不限于渔村荒地，同时開放通航通商，允许西人深入内地宣教。而列强，鼓励宣教士拓展教務，中國基督徒增加，引發守舊民眾對西人的反感。這使得義和團产生动机，他們要“扶清灭洋”，但因缺乏军事实力，制造舆论說天災人禍都是西人得罪神佛、數典忘祖而來，且宣稱西人有品德上的缺陷，通姦、亂倫，非常邪惡。所以要請來神仙附身，教導神打，殺死洋鬼子、毀去西方影响，打倒西方列強，最後助「大清一統靖江山」，即便如此義和團出現并未受到民间和官員的广泛认可。而對慈禧太后而言，發動戊戌政變後，大多參與戊戌變法的官員被殺，只有領導人康有為、梁啟超經由列強的協助逃往國外，並在海外宣稱握有光緒皇帝的密詔，再加上各國公使反對慈禧太后廢除光緒皇帝的皇位，助長了慈禧太后與守舊派大臣對西人的仇視，在后来决定利用义和团运动。

### 大刀会
清代民间武术团体。又称金钟罩，光绪20年（1894年）前后，與六壬神功活躍的時期吻合。大刀会兴起于山东曹县、单县一带。因此，它又被称为“曹、单大刀会”。
主要活动于鲁西南地区，以其成员练武时携带大刀而得名，练武时在场内横置大刀一口。主要习练排刀、排枪、排砖石等“金钟罩”硬气功。具有吞符念咒等迷信色彩，宣称可以神灵护卫、刀枪不入。
起初大刀会是除灭当地土匪，维护地方治安，受到官方的有条件默许。但在后来的冲突中，大刀会开始反对基督教，与教会发生了一波又一波的冲突，劫掠了基督徒财产，烧毁多家基督徒的房子。在德国和法国公使的抗议下，山东巡抚李秉衡决定对大刀会进行弹压。在1896年7月斬殺了大刀会的会首刘士瑞和曹得礼。大刀会的公开活动在刘士端和曹得礼伏誅之後即沈寂。

### 鉅野教案与德国佔領胶州湾
就在大刀会的事件已經平静的时候，山东西南突然又发生了一件大教案。1897年11月1日山東省曹州府鉅野縣（今菏澤市鉅野縣麒麟镇）張家莊天主教堂的两名德國圣言会神父能方濟和韓理加略在深夜被一群来历不明的人杀害，史称“鉅野教案”或“曹州教案”。由于此地的天主教圣言会受德国保护，因此，在11月6日，德國出兵山東，並於11月14日佔領中國山東省膠州灣（今青島）。李秉衡因而被光緒帝革職，由張汝梅繼任山東巡撫，到1899年3月卸任，由毓贤取代。
1899年3月15日光绪皇帝下旨，命令地方官員好好接待天主教传教士：“分别教中品秩，如总教主或主教，其品位既与督抚相同，摄位司铎、大司铎，准其见司道，其余司铎，准其见府厅州县各官。自督抚、司道、府厅州县各官，亦要照品秩以礼相答”。

### 赵三多和梅花拳
1898年梅花拳拳師趙三多首次提出「扶清滅洋」的口號。1898年10月26日赵三多、阎书勤等在山东冠县梨园屯（今属河北威县）蒋家庄马场发动首次义和拳武装起义，率众攻打基督教教堂，杀死基督徒。赵三多为避免牵连同门将梅花拳改名义和拳，但此时的他们并没有像后来的义和团那样纳入了“刀枪不入”、“降神附体”、“神拳”的做法，他们和席卷1900年的义和拳是两回事，两者虽然在名称、抗争口号上有类似之处，但不能将1900年的义和拳等同于赵三多的义和拳。
“义和”的提法並不是赵三多首创，在此之前，以“义和”命名的组织也曾零星地出现过，譬如1774年王伦叛乱中曾提及一个组织叫义和拳，1813年癸酉之變八卦教也有一个组织叫「义和门拳棒」。1860年代威县为了对付捻军，组建三支團練，其中就有一支名叫“义和团”。据目前所知，“义和拳”一名首见于1779年1月12日直隶总督周元理的奏折中；该奏折说：“奉旨：山东冠县及直隶元城县有民人杨姓等起立义和拳邪教，聚集多人之处，其所称童姓，既有义和拳名色，为行路推车人之所知，断难掩众人之耳目”。
英驻清公使窦纳乐在1900年1月向英國首相索斯伯利侯爵谈到这个名称的意义；他说：“Boxers（拳手）这个名称，最初不是传教士就是新闻报纸提出来的，但它没有表达出中文名称的意义。这个名称所包含的意思是：为了维护正义事业（「義」），该结社成员应团结起来（「和」），在必要时使用武力（「拳」）”。

### 山东当局对义和团的政策
在义和拳兴起之初，山东当局在一定程度上縱容拳民的行為，有利用拳民的力量与外國势力相抗衡的目的，为义和团的发展创造了有利的条件。当局希望将这一民间自发的力量官方化，采取将拳民编入乡团的政策。拳会是民间私立的非法结社，与清政府官办的乡团自是两种不同性质的组织，两者的关系在历史上基本上是势同水火。于是山东巡抚张汝梅于1898年6月30日上奏清廷，建议清廷充分考虑“化私会为公举，改拳勇为民团”的建议，将拳民编入乡团，得到了清廷的默许。对于匪徒，他采取杀一儆百的手段来防止群体失控，所以他采取了更为宽容的政策。他在给直隶总督裕禄的电报中明确地表示：“（拳民）凡安分者、自保身家，原不禁止；若真有捉人勒赎、抢掠无忌等情事，亦即派队查拿”。1899年8月下旬，山东兖沂曹济道彭虞孙在给总理衙门的信中说：“（拳会）阳谓自卫身家，实则寻教构衅。……时奉文举办团练，当轴（即巡抚）韪其义举，不加深察，一视同仁，意谓寓兵于农，正可备御侮之选。故有练习技勇保卫身家例所不禁之示。小人得逞其志，何所惮而不为”。此外毓贤还采取了“惩首解从”的政策，就是当拳民滋事之时查拿首要，而将随从人员解散。由于官府采取了这些特殊政策。

### 从神拳到义和拳
在山东西南地区的大刀会和直隶山东交界的趙三多义和拳被镇压下去后，山东西北地区的茌平、平原、高唐、恩县、禹城、长清等县突然兴起了一种新的拳场，当地人称之为“神拳”。最开始的时候它也被人称为“金钟罩神拳”，其中的一个显著特征便是借用了鲁西南地区大刀会的金钟罩武术和“刀枪不入”的观念。神拳最吸引人的地方在于“降神附体”，仪式简易，人人可参与。大刀会并不是所有人都可以参加，入会需要交香火费。但神拳没有这方面的要求，谁都可以参加。另外大刀会的金钟罩武术属于一种硬气功，需要较长时间的练习。但神拳不一样，他们不是通过练习达到，而是在各种拳术的基础上，通过“降神”来完成。
练习神拳的人中逐渐出现了两个著名的人，那就是朱红灯和心诚和尚。1899年朱红灯已经获得了很大的名声，附近贫苦民众纷纷拜朱红灯为师学习神拳。后来，神拳也改名为义和拳。但从大刀会到赵三多的义和拳，再到朱红灯的义和拳，之间并没有组织上的继承关系。朱红灯所领导的义和拳是真正意义上的义和拳，具备了1900年义和拳的所有特征。从大刀会中借用了金钟罩和“刀枪不入”的观念，从赵三多的义和拳借用了名称、扶清灭洋的口号等，然后加上了降神附体的巫术。

### 己亥建储
戊戌政变后，光绪皇帝被慈禧幽禁在三面环水的中南海瀛台，而康有為在逃亡海外時對外宣稱，握有光緒皇帝密詔。慈禧太后擔憂「密詔事件」扯出光緒皇帝涉入，恐動搖自己訓政的正當性及影響變法的持續推行。慈禧太后遂依荣禄建议，于1900年1月24日以光绪皇帝名义颁诏，称其不能诞育子嗣，乃收繼端郡王载漪之子，15岁的溥儁为義子，稱大阿哥，史称己亥建储。
不料该诏书一出，随即令天下哗然，1900年1月27日上海电报局总办经元善领衔通电要求光绪皇帝“力疾临御，勿存退位之思”；签名者有叶瀚、马裕藻、章炳麟、汪贻年、丁惠康、沈荩，唐才常、经亨颐、蔡元培、黄炎培等1231人；经元善等1231人同时发表《布告各省公启》，要求各省共同力争，“如朝廷不理，则请我诸工商通行罢市集议”。各国公使认为立储事件影响中国形势稳定，随之提出警告，拒绝入贺。慈禧太后对列强怨恨甚深，載漪等人對列強及光緒皇帝更為仇恨。
歷史學家唐德剛支持宫廷权力斗争是义和团运动激化的其中一个原因的观点。唐德剛將惇親王载濂、端郡王载漪、輔國公載瀾、莊親王載勛四名同族兄弟比作四人幫，將剛毅比作林彪，将義和團比喻為紅衛兵。載字輩四名同族兄弟、剛毅及其一幫扶助義和團的大臣如趙舒翹、毓賢、董福祥等，利用義和團的民間力量及慈禧太后對洋人又怕又恨的心態，排斥光緒皇帝等帝黨和打击洋人势力。在多次御前會議上，他們當眾羞辱光緒皇帝及主和大臣，溥儁甚至直斥光緒皇帝為二毛子。
晚清时翰林院编修恽毓鼎曾指出：“載漪又急欲其子得天位，計非藉兵力懾使臣，固難得志也。適義和拳起，詭言能避火器，以仇教為名，載漪等遂利用之，以發大難。故廷臣據理力爭，謂邪術不足信，兵端未可開，皆隔靴搔癢之談也。甲午之喪師，戊戌之變政，己亥之建儲，庚子之義和團，名雖四事，實一貫相生，必知此而後可論十年之朝局”。

### 山东和直隶的天灾
义和团并未从山东扩展到河南、安徽等地，而蔓延到直隶，是与当地的频繁天灾有直接关系。1898年黄河洪水水災；但1898年洪灾之后，1899年、1900年山东、河北又连遭大旱；同时，山东又遭虫灾。迷信的百姓遂迁怒基督徒和教会，以为是他们得罪了老天爷，义和团的反教揭帖就说“天无雨、地焦旱、全是教堂止住天”。《天津政俗沿革记》中记载：“光绪26年（1900年）正月，山东义和拳其术流入天津，初犹不敢滋事，惟习拳者日众。二月无雨，谣言益多，痛诋洋人，仇杀教民之语日有所闻。习拳者益众。三月仍无雨，瘟气流行。拳匪趁势造言，云：‘扫平洋人，自然得雨’。四月仍无雨。各处拳匪渐有立坛者”。当时某个传教士也说：“雨水对我们来说意味着安全，正是由于久旱无雨，他们才在这里闹事，并不是因为义和团……他们本来都是安分守己的人，但他们现在被饥饿折磨得绝望了”。据杜金印回忆：“庚子年前总是涨大水，穷人的日子真是没法过。”据张恩回忆：“庚子前一年没收成，蝗灾水灾各种灾都有。”据张恩喜回忆：“李鸿章做直隶总督的时候，三年两头涝，老百姓吃野菜稗子。”但1900年天津是大旱。

## 1899年末山东和直隶的冲突

### 清水、朱红灯、心诚和尚
关于于清水、朱红灯、心诚和尚，清政府档案比较丰富。3人的排名也是于清水、朱红灯、心诚和尚。
1899年秋天，在魯西北，于清水、朱紅燈，心诚和尚帶領的反教運動開始。9月17日，在魯西北的平原县发生冲突，平原知县蒋楷前去弹压。10月9日，朱红灯率高唐、茌平、长清等地义和拳民2、300人开赴平原县。朱红灯整齐队伍，正式竖起了“天下义和拳、兴清灭洋”旗帜。11日，知县蒋楷率领勇役数十人前往弹压。朱红灯指挥拳民击败蒋楷。蒋楷向上级要求派兵。16日，济南知府卢昌饴、统领袁世敦带兵前来，一开始劝谕朱红灯解散。朱红灯抢劫之后转移，于17日晚，率2,000多拳眾移驻森罗殿，准备攻打恩县城西的刘王庄和庞庄的教堂。18日，朱红灯率拳眾在森罗殿与前来弹压的清军700人交战，激战数小时，击毙击伤清军十余人。在此次战斗中，拳眾第一次自称“义和团”，而且此后这个称谓的频率越来越高。森罗殿之战后，朱红灯趁机转移，退回茌平。
毓贤认为蒋楷处事不妥，弹压实属孟浪，将蒋楷革职，永不叙用，袁世敦受到了撤去统领之职的处分。镇压义和团的人受到了惩处，使得许多人认为毓贤在支持义和团，自以为受到了毓贤的嘉许。11月初，茌平义和团竖起了“毓”字黄旗及山东巡抚部院“保清灭洋”大旗进行活动。
11月，朱红灯、心诚和尚、于清水率人开始对禹城、茌平、长清、博平各县的教堂和基督徒频繁发起袭击。4日，他们袭击禹城县苗家林的四户基督徒。8日在刘家集袭击基督徒，又袭击长清县李家庄李公堂家，夺取银钱，拐走其父，要求赎金20千文。9日，掠夺王香老庄的基督徒；袭击长清县的郑家营和朱庄的基督徒；当夜，入茌平张官屯，掠夺基督徒房屋并放火焚烧，又将基督徒王观杰杀害；向马沙窝的基督徒父子三人勒索赎金。9日、10日、11日，連續搶劫梁庄、姚家庄、吴官屯、小张庄、八里庄、焦庄的基督徒。11日，来到博平县，抢夺和绑架基督徒，要求赎金。14日，燒燬博平县玉皇庙庄教堂与19户基督徒房屋。15日，燒打茌平县大张庄教堂，其后强制基督徒背道，要他们请戏班唱戏作为赔偿。17日，朱红灯、心诚和尚袭击了吴庄、杨庄，得银700两，接着又袭击了博平县的基督徒。在17日，團眾因分这七百两银子起了内讧。21日，朱红灯被拘捕；同日，赵官镇李继浩率十余人袭击了长清县辛店屯的基督徒王鸿庆等6户人家，胁迫他们用银子赎“跟从洋教罪”，请戏班子演戏3天，去县城申请退出教会；然后又去南水坡庄，要挟3户基督徒拿出罚钱和酒席钱，更让基督徒写下「背教文约」。23日，心诚和尚被抓捕。24日，李连江、李开木等人袭击了马官屯的基督徒。25日，于清水到禹城县抓了基督徒作为人质，26日袭击了禹城的房家庄。此时禹城当局接到毓贤命令后贴出告示：“汝（义和拳）原为良民，因受教民欺侮始聚集以图报复。然，仇怨宜解，且抚宪已既往不咎，受此莫大之恩，故应速速解散。谨勿再啸聚。此乃至要”。
朱红灯在鲁西北开展一系列反教运动之后，山东的教会产生了危机感，陆续与驻北京公使联系，诉说自己极其危险的境况。各国公使、领事的抗议不断增加，并将矛头直指山东巡抚毓贤。就连一向不太多事的美国公使康格也向总理衙门提出强烈抗议，说毓贤将弹压匪徒的官兵以“擅杀之罪”论处，指责毓贤对保护教会和基督徒的要求置若罔闻。在各国公使的压力下，清廷终于让步，于12月将毓贤解职并召回北京，由袁世凯接替。12月6日，上谕下达，吩咐毓贤“来京陛见”。7日，毓贤答复：“俟袁中丞接印，遵即北上”。
12月4日，李继浩、官东岭、王成章在仁里集附近的辛店屯向基督徒勒索錢財。6日，李继浩胁迫基督徒办迎神赛会，逼迫基督徒背道。8日，李继浩、官西岭、汪昌沅、朱启明在辛庄勒索。20日，官东岭、朱启明等人袭击燕家窑孔家。21日，袭击柴家洼基督徒，索取赎金。24日，袭击三官庙平民魏家，南乡的封家庄、李家庄基督徒。
24日，毓贤在离任前处死朱红灯、心诚和尚。毓賢離職後到北京覲見慈禧太后，向她提出招安義和團；之後獲得調任山西巡撫。26日，袁世凯抵达济南。
26日白天，有一支拳民队伍到平阴县毛家铺抢劫教堂和数户基督徒；当晚，有约两百拳民袭击了平阴县的白云浴天主教堂。28日，拳眾袭击翟家庄基督徒。30日，拳眾袭击薛庄基督徒；同日，甲士卫等人火烧了袁儿庄的教堂，烧死1名妇女；此日，赶往平阴的英国传教士卜克斯在路上遇到三十名拳民，被抓。晚上，卜克斯趁机逃跑，后被追上打死，头被斩掉。1月2日和3日，拳民袭击南方寺头庄。

### 衡水沧州
直隶东南毗邻鲁西北，所以在这一带的故城县、景州、吴桥县、阜城县、东光县、献县、河间、深州、枣强县，反教活动在1899年末也渐渐兴起。10月30日，景州宋门镇大集之日，拳民在很多人面前表演拳术。大师兄称可避枪炮，降神之后，令徒弟持枪射击，岂料枪子一发，即中胸，流血倒地而亡。之后拳民诬赖基督徒，说基督徒用物厭勝，故神术不灵，非将基督徒杀死补偿不可。11月1日，上千名拳民来到宋门镇，试图以基督徒的血来偿还。知州王兆骐派军官前去说服，在一千人以上的拳民面前，一连劝说了好几天。11月13日，拳民退出宋门镇，但附带提出如下条件：第一、官府出钱舉辦筵席，第二、出三百貫銅錢请戏班唱酬神戲，第三、官兵在义和拳的神位前磕头。知州王兆骐因手下兵力不足，最后只好妥协。
11月初，武修和尚在阜城县林镇村竖起“神助灭洋义和团”旗帜。24日，拳民搶劫阜城县林镇村教堂和基督徒。27日，拳民襲擊了景州两个有基督徒的村子。28日，襲擊阜城县徐家铺教堂。30日，襲擊东光县常庄教堂12月初，直隸總督裕禄派淮军右翼统领梅东益率军自天津向河间府进发，保护教堂。4日，拳民襲擊阜城县耿家庄教堂。9日，綁架景州河渠镇两名基督徒。10日，拳民搶劫景州苏古庄基督徒，又破壞阜城县八里庄教堂，并襲擊了武邑县小李村、石海坡基督徒，以及阜城县小营村基督徒和深州西河头村基督徒。10日左右，梅东益麾下三营开始分驻各州县，阜城县、故城县、吴桥县、东光县、景州各知州知县会于景州，商议对策。11日，拳民襲擊了深州王乐寺村基督徒；放火焚烧苏古庄的教堂和基督徒房屋。12日，拳民烧毁景州刘八庄教堂和基督徒房屋十余间。13日，景州谣言四起，拳民要攻打献县张家庄总教堂。同日，拳民在枣强县邹街袭击教堂和基督徒。。会于景州，商议对策。11日，拳民襲擊了深州王乐寺村基督徒；放火焚烧苏古庄的教堂和基督徒房屋。12日，拳民烧毁景州刘八庄教堂和基督徒房屋十余间。13日，景州谣言四起，拳民要攻打献县张家庄总教堂。同日，拳民在枣强县邹街袭击教堂和基督徒清军基本上采用了查拿首要、解散胁从的办法，只有在拳民抵抗官兵、拒绝解散时，他们才加以镇压。官员比较谨慎，不敢轻举妄动，12月14日，景州知州王兆骐及营官吴有珍和范天贵致电请示裕禄：“督宪钧鉴：真电谨悉。总堂已带队保护，如不服弹压，官军众寡悬殊，危急之际，应否击打？请示。兆骐、有珍、天贵。”裕禄回复：“拳民如不服弹压，胆敢抗官拒捕，该营官等自应督队奋力捕击。”。12月14日，在景州岔道口村，拳民焚烧教堂，抢劫基督徒。同日，安平县拳民摆出攻打教堂的架势。15日，襲擊了德州恩县明恩溥所在的庞庄教堂，又襲擊了枣强县三岔口教堂。16日，东大过村拳民和基督徒发生冲突。17日，拳民扬言要在当日攻打献县张家庄总教堂。18日，武修和尚率人袭击朱家河天主教堂（此处在1900年夏天发生了震惊中外的惨案），与范天贵带领的官军发生冲突。武修和尚被拘捕。19日，王庆一策劃的梆子戲“火烧望海楼”在故城縣上演。20日，东大过村再次被拳民包围。同日，拳民搶奪了萧张镇基督徒数十家，帶走数十人；襲擊了河渠镇附近的羊牧教堂。22日，保定府束鹿县拳民绑架基督徒索取赎金。24日，二三千拳民聚集在武强县小范镇。31日，山东德州拳民聚集于吴桥县的孙公庙，烧了庞家桥教堂和六家基督徒房屋。1月9日，拳民火烧清河县大寨庄教堂。15日，宁晋县南孟村数百拳民掠夺并打伤基督徒。但因官军已驻扎在各州县，也因为农历新年就要来到，拳民忙着过年，故此后骚乱减少很多。

## 1900年的冲突

### 直隶当局对义和团的政策
袁世凯來到山東之後，採取了與毓賢不同的作法，他认降神附体为邪术、拳会为邪教，主张严格取缔，下令张贴解散拳会的告示，要“于各府州县村庄通行张贴，以期家喻户晓”；还大量刊刻劳乃宣所著的《义和拳教门源流考》，宣傳義和團即白蓮教；采用行政手段调动各级地方官、乡绅的力量来实行查禁，责令“各村首事庄长出具不得设厂习拳甘结”，要求各村庄的庄长劝导乡民“不得设厂习拳、聚众滋事”；对各处拳厂，认真查封；把大部兵力分布在交通要道驻扎，将各地义和团分割隔离，阻止其流动和聚集，用小部巡查、晓谕、弹压。如此，袁世凯使得山东的义和拳活动渐渐沈寂。山东的义和团分两路大军进入直隶，一路从山东德州进入河北沧州，另一路从河北保定白洋淀进入天津。
直隶总督裕禄初時对义和拳会比较轻视，在1899年12月答复袁世凯时说：“近日查该拳匪情形，并无大技俩，但能捕获首要，胁从自易解散。”他对滋事的拳民极力镇压，但对拳会的态度则较为模糊，直到5月清军统领杨福同在涞水被杀之后才意识到问题的严重。
1900年1月11日，慈禧太后颁布上谕，要求地方官只需查拿滋事的匪徒，无须过问练拳的和平乡民：“若安分良民，或习技艺以自卫身家，或联村众以互保闾里，是乃守望相助之义……地方官办理此等案件，只问其为匪与否，肇衅与否，不论其会不会、教不教也”，承认拳会是“安分良民”、“习技艺以自卫身家”，是“守望相助”之义，而不是“邪教”，无须查拿。慈禧的这一举动代表着一个根本性的变化。清朝律例一向禁止私人结社，把集会结社看做是谋反的潜在因素。1898年戊戌政变之后，慈禧太后恢复了禁止结社的政令，以取缔在百日維新期间十分兴盛的各种学会。现在，慈禧太后的这一政策是在告诉义和团，它是一个合法的组织。
但袁世凯事实上并未理会朝廷，仍然積極取缔各地拳会。裕禄没有主见，一心想遵循谕旨，因此义和拳会在直隶继续蔓延，义和团的活动有增无减，加入义和团的人数也在日益攀升。
1月11日慈禧太后的上谕让各国公使感到担忧和不安，于是在1月27日，英、美、德、法等在华公使第一次联合照会，要求慈禧太后取缔拳会。但公使们选择的日期非常不妥，三日前的己亥建储，公使们都拒绝入宫朝贺，明显反对慈禧太后罷黜光绪皇帝，让慈禧太后大为不悦；如今（当日为农历腊月二十七），他们又来要求禁止拳会，慈禧太后的愤怒可想而知，这为1900年的冲突埋下了伏笔。
2月19日，慈禧太后采用内部廷寄的方式指示直隸、山東督撫，責成他們張貼布告，取締義和拳：“著直隶山东各督抚，剀切出示晓谕，严行禁止。俾百姓咸知私立会名，皆属违禁犯法”。廷寄的方法，既没有公开否定1月11日的上谕，又能给外國公使们一个说法。但各国公使们并不接受慈禧太后的做法。
3月2日，英、美、德、法、意第二次联合照会清政府，要求在《京报》上发布禁止拳会的上谕。慈禧太后予以拒绝，并解释说已寄发廷寄，没有必要在《京报》发布上谕。
3月中旬，一位从霸州赶往北京的美国传教士见证说：“行程有数百华里，不过见有两处张贴北洋大臣之（禁止拳会）谕示……地方官虽已接奉此告示数日，犹不愿张贴”。到此时，直隶的地方官员仍然没有危机感，连谕示都不张贴，没有采取有效措施，所以义和团一直向四面扩展。
3月14日，毓賢調任山西巡撫。山西本沒有義和團，但是在毓賢的鼓勵下，義和團也在山西興起。這年夏天，毓賢縱容義和團滥杀基督徒，其衛隊數十人都是義和團團民（参太原教案）。
4月初，各国公使又一次联合照会，而且有海军示威。4月16日，京报上发表了直隶总督裕禄要求禁拳的上奏。但4月17日，京报上又颁发上谕，重申不禁拳的精神。4月21日，慈禧太后又颁布上谕，重申“只问匪不匪，不问会不会”，与1月11日的上谕精神一致。慈禧太后政策的反复性和随意性，让各国公使失去了对它的信任，觉得再在此事上纠缠也没有多大意义，遂放弃在此事上的要求。义和拳会继续蔓延。
5月初，慈禧太后就能否将拳会编为团练征求袁世凯和裕禄的意見，裕禄在5月17日（当时涞水事件已经发生）上奏否定了团练的建议，但接着说：“如查有学习拳技之处，谨遵前奉谕旨，只论其匪不匪，不问其会不会，分别妥为办理。既不可姑息养奸，亦不可累及良善”。
5月29日慈禧太后以光绪皇帝名义发布上谕：“著派出之统兵大员及地方文武，迅即严拿首要，解散胁从，倘敢列仗抗拒，应即相机剿办，以昭炯戒。”这是在1900年颁发的有关义和团的诏谕中第一次使用“剿”这个词，之前均是但论匪不匪，不论会不会，拿办首要，解散胁从。但外国公使并不信任清廷，而且丰台车站的被焚让他们特别紧张，所以5月30日，公使团通知清廷，要调遣使馆卫队进京保护。
6月3日，因御史許佑身彈劾涞水縣令祝芾“慫恿帶兵官楊福同誘殺十余人”，清廷颁布上谕，命令裕祿“確切查明，從嚴參辦”，並嚴行申誡帶兵員弁“毋得輕傷民命，启釁邀功”，“亟应妥速解散，以靖地方，不可操切从事”，并警告荣禄对义和团“不得孟浪从事，率行派队剿办，激成变端，是为至要”。
6月6日，裕禄电告总理衙门，称团民自焚毁铁路电杆之后愈加猖獗，明目张膽，不服劝谕，也在天津焚杀教民；虽芦保、津芦铁路有兵分守，仍肆意焚毁，在各处拆毁教堂，各国洋人已甚忧愤，“而天津租界之洋人尤感惊恐，屡以中国办理太鬆，欲派兵助剿为言，此时我军自行剿办，尚可操纵自如，若至外人干预，则事更难措手”，目睹现在情况，拳民断非劝导所能解散，“趁此匪势初起，必须剿抚并用，尚可剋期而定”。
从6月1日直到宣战前，清廷与列强關係尚未完全破裂，仍然颁布上谕指示“查拿”、“严禁”、“解散”。例如6月13日的上谕仍然说：“近来畿辅一带拳匪滋事，扰及京城地面。迭经明降谕旨，晓谕解散，并饬令京营及近畿各军，分投妥为弹压”，但下官往往並未遵行，实际都徒具形式而不起实际作用。同時义和团活動之蔓延、滋扰也愈甚。杨典诰在《庚子大事记》说：“谨案五月（阳历6月）以来，有禁团民滋扰禁城谕旨七道，严饬步军统领、顺天府、五城御史及派出之统兵大员，缉拿首要，解散胁从，撤坛拆棚，至矣尽矣。乃禁者禁而为者为……，虽明诏煌煌，不特团民蔑视无关，即地方官吏亦视若弁髦（无用之物），是则诏谕直等于官样文章耳”。当各县令去向顺天府尹王培佑“请示机宜”，询问应如何执行“拿办”义和团的上谕时，王培佑答复说：“近日拿匪明文，非政府之意，特以西人哓哓不已，故发此旨。汝等奉行故事，即属尽职”，意谓敷衍一下就可以，根本不必认真执行，“否则定遭参办”，各县令始恍然而退。

### 保定
2月，除了南边的山东聊城冠县插花地有反教事件外，其他地方基本平静，因为大多数农民正忙于过农历新年。3月，反教事件向北蔓延到保定东部各县。
4月初，山东直隶交界处下了一场透雨，附近一带的义和拳民便纷纷回籍播种春作物，某佚名士大夫即记载说：“团即返奔，途中自相语曰，天雨矣，可以回家种地矣，似此吃苦何益”，于是这些地方稳定了下来。4月5日，直隶官员张莲芬致电裕禄：“景（州）、阜（城）、深（州）各巨案，均有成议，地方安静。顷得透雨，旱禾可种，民心更定。”但直隶的其他地方旱灾仍然非常严重，北部等地区的旱情一直没有得到缓解。5月8日，美国公使康格说道：“该省目前的旱情为这样一场运动提供了方便。到昨天为止，近一年滴雨未落，农民不能耕耘，庄稼无法播种，土地十分干燥，无法耕作，人们穷困潦倒。因此，整个地区充斥着饥饿、不满、绝望的游民，他们……准备加入任何组织。5月21日，英国公使窦纳乐在致英国外交大臣的信中这么说：“我相信，只要下几天大雨，消灭了农村长久的旱情，将比中国政府或外国政府的任何措施都更迅速地恢复平静”。
4月13日，总理衙门致电裕禄函，称京广铁路将修至正定，现接铁路总办比利时人沙多来信，保定至正定一带，有义和团匿名揭帖，称于4月19日要拆毁铁路，攻击洋人，要裕禄预先防范。4月29日，北京西城张贴出这样的揭帖：“……天意命汝等先拆电线，次毁铁路，最后杀洋鬼子。今天不下雨，乃因洋鬼子捣乱所致。”
4月20日保定爆发了清苑教案。大张庄村民张洛弟请附近姜庄一个信奉天主教的补锅匠为他修火石，修好后张洛弟拒绝付钱。这个基督徒前去索要，两人发生争吵。第二天，这个基督徒同其他人前来索要，并提出要求：“一、罚席五桌；二、修教堂；三、要京钱百吊。继而引起20日的姜庄“拳民与基督徒各聚多人，竟自械斗，势甚凶猛”。4月21日的进攻中，拳民烧毁了教堂和10个基督徒的房屋，但装备精良的天主教基督徒从屋顶向拳民开火，至少有20个拳民被打死，一说有70人。
由于直隶一直对拳会不加查禁，拳会蓬勃发展，进入5月各地的拳民势力已连成汪洋大海，只要查拿某个地方的拳民，附近的拳民就会纷纷前来支援。例如，义和拳5月份传到安平县，在梅花左村开设拳场，村里绅士试图制止，但拳民肆无忌惮。知县何子宽担心前不久发生在河间与清苑的骚乱在安平上演，所以在5月19日赶到这里，逮捕了义和拳民陈锅元等人。这一逮捕的消息很快传遍城乡，附近前来支援的义和团民蜂拥而至，竟至上千人，何子宽向上司求援，但前来的官兵很少。何子宽看到县衙门前的民众已逾千数，为不使事态闹大，只好放人。
5月12日保定爆发了涞水教案。涞水县有个高洛村，村长名叫阎老福。1899年的元宵节，村里搭起戏棚准备唱戏，当时有基督徒因神像放在他家门前的台阶上而大為不滿，于是前去理論隨後發生爭吵并踢翻戏棚，而阎老福则带人捣毁了教堂作为报复，双方随后对簿公堂。由于天主教主教介入诉讼，阎老福在这次诉讼中败诉，不仅赔了银子，而且还被迫叩头陪礼。1900年春，阎老福邀请附近的义和拳民来高洛村开设拳场。5月12日拳民们展开攻击，晚上，大约有30户的基督徒全家被杀，一说有68个基督徒丧命，尸体被埋进庙里或者丢进井里。此事件是一件具有转折意义的冲突，因为它激发了其他事变。
保定派员带领20人于两天后来到这里，义和团的原班人马仍然集结在一起，士兵们不敢进入村内。第二天，他们终于进入村里，发现村南火光熊熊，无人知道基督徒逃往何处。以后的几天里，总兵杨福同负责弹压义和团。5月15日，他关闭了设在村庙里的拳场，但是拳民们又集结起来，并在第二日打了他的埋伏。两天后拳民和官兵再次交锋，约二十名拳民被俘。到此时，事件惊动了整个地区的义和团，他们成千上万集结起来，试图解救同伴，并报复官兵。5月22日，杨福同听说有三千拳民在涞水北部石亭镇聚集，因兵勇不够，遂只带领七十人前往，遭遇义和团，杨福同及两名属下被杀。拳民勇气大增，他们的力量和影响都迅速扩大。
5月23日，裕禄得知淶水戕官后，致电总理衙门，称“查该拳匪等聚众设厂，借仇教为名，烧杀抢掠，扰害地方，并胆敢恃众戕官，实属穷凶极恶，法所难容。”
5月25日，军机处传达给裕禄的电旨：“查拿首要，解散胁从，办法均是。此事，各处情形不同，迁就适是养奸，操切亦恐滋变。”
5月25日，聂士成部的统领杨慕时率三营兵力乘火车到达保定高碑店，但杨慕时在出发前便接到裕禄等人的命令，让他“勿得孟浪”，主要是“查拿首要，解散胁从”。杨慕时只能保持克制，引而不发，虽在涞水北部的石亭镇、陈家庄有数千名义和团夸示队伍演习，但杨慕时只能将杀害杨福同的两人拿办，其他人无可奈何。
5月26日，一些团民打算乘火车从保定高碑店到保定涿州，在买票时与铁路员工发生不快，因这一件小事就愤怒地将高碑店铁路拆毁，拔掉电线杆。
5月27日，可能是为了同杨慕时的军队对抗，数万义和团进入距北京仅有五十多公里的保定涿州，知州龚荫培选择绝食进行抗议。但杨慕时并未前来镇压，“因旨內只雲嚴拿首要、解散脅從，並未言剿；又秉榮相之意，承制台之令，專意不打”。当時有人記載：“杨副将福同被戕于涞水，焚涿良铁道，所在抗官聚众，蔓延畿南北，官軍雖往彈壓，然未奉明谕，無敢實力剿辦者”。由此拳民开始了更极端的行为——攻打涿州、琉璃河、长辛店和北京之间铁路沿线的车站、桥梁及电报设施，几十公里沿线到处起火。在铁路沿线工作的比利时的工程师爲了避難前往天津，有幾個途中遇難，也有幾個受傷，这让外国人深受刺激。
6月5日，顺天府尹的赵舒翘，都察院左副都御史何乃莹，吏部尚书刚毅前往涿州考察义和团。

### 北京
6月1日，义和团一部占据顺天府永清县，攻击教堂，杀英国传教士查尔斯罗宾逊（Charles Robinson）及孟鹤龄（H. V. Nerman）二人。
6月4日，义和团在京津线上的黄村火车站放火，聂士成派兵弹压，团民抗拒，官兵寡不敌众，死伤多人。后团民焚烧车站一所，旱桥一座。
6月5日，奏请发给义和团口粮的王培佑由鸿胪寺卿升为顺天府尹。
6月6日，义和团焚毁落垡车站，聂士成前往弹压，双方激战。
6月7日，在慈禧太后许可之下，大批拳民开始进入北京。他们头戴义和团的红巾标志，扛着大刀、长矛从各城门进京。
6月9日，慈禧太后从颐和园回宫，并调董福祥的武卫后军进城，驻扎在永定门内。董军中不少士兵参加了义和团。董福祥还与义和团首领李来中结拜兄弟。越来越多的义和团拳民陆续进入北京，最多时北京的拳民超过十万。是日起，北京东交民巷外国使馆区对外通讯断绝。

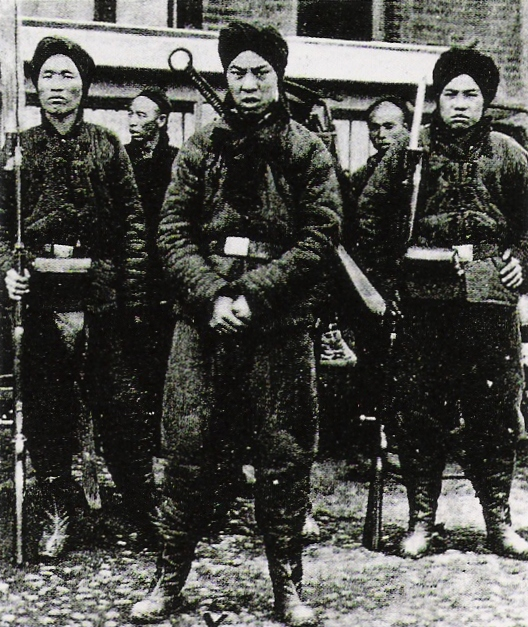
义和团团民

一個拿著旗上寫著“欽命義和團糧臺”字樣的義和團拳民。

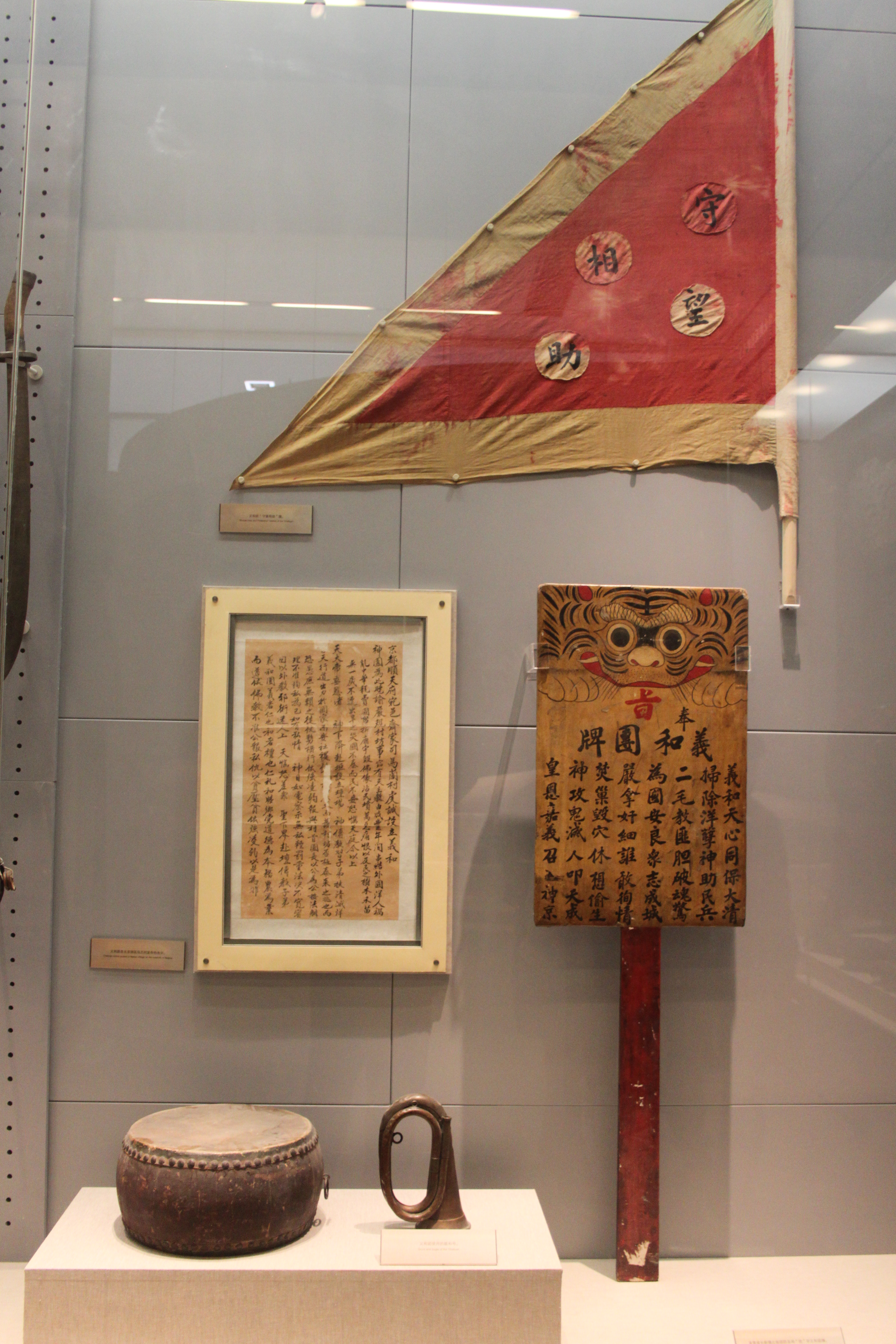
义和团所用旗号等，中国国家博物馆藏

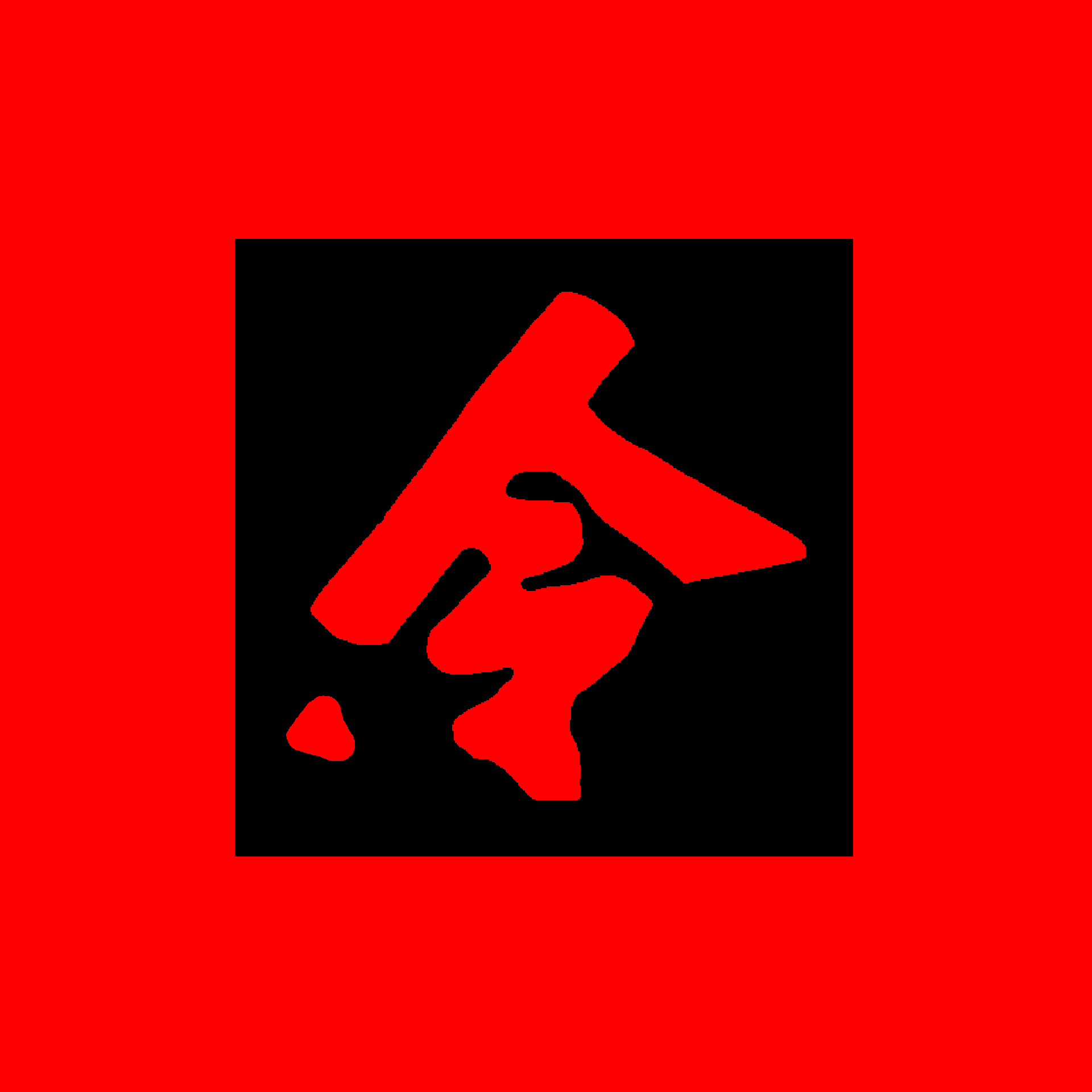
義和團的令旗

6月10日，慈禧派端郡王载漪出任总理各国事务衙门大臣。
6月11日，大臣文瑮上奏：“步军统领衙门、顺天府、五城均有缉捕匪徒、稽查地方之责，岂容此类混聚辇毂，纷纷扰扰、摇惑人心……责成步兵统领衙门、顺天府、五城……各分汛地、严密巡查，遇有形迹可疑及结党持械、造言生事之人，立即严拿惩办，毋稍疏纵。……臣等闻近日有形迹可疑之人……由各门混入，复由各门散出，出入自由，肆行无忌”。朱祖谋也同日上奏：“相应请旨，添设劲旅，申严门禁。”
6月11日，日本驻华使馆书记杉山彬在永定门内被刚调入京的董福祥甘军殺害，被开腹剖心，受到载漪的嘉许。
6月12日，义和团开始在内城焚烧教堂。
6月13日，德国公使克林德命令德國駐華使馆卫队开始“猎取拳民行动”。同日，義和團在內城燒燬孝順胡同亞斯立堂、雙旗竿（今外交部街西口外）倫敦會、八面槽（王府井）天主教東堂、燈市口公理會、東四五條西口的美國福音堂、交道口二條長老會、鼓樓西鴉兒胡同長老會、西直門內天主教西堂、西四羊肉胡同基督教堂、石駙馬橋安立甘會、宣武門內天主教南堂共11所教堂。有3200名天主教徒逃入（有42名法兵佔據）天主教北堂，2000多名基督教徒逃入東交民巷的使館區。拳民在北京放火燒掉教堂和一切與西洋有關的事物。13日，天津武清义和团焚毁了马家场、范家庄、洪家坟、牛房、龙庄、韩庄各处教堂，静海全县被义和团占领。
6月14日，义和团“焚烧顺治门（宣武门）大街耶稣堂”，“顺治门内天主堂，并施医院两处，又焚烧西城根拴马桩、油房胡同、灯笼胡同、松树胡同基督徒房屋百间，砍杀男女基督徒无数”。同日，天津拳民焚燒鼓樓東倉門口教堂，蔓延到附近二十家，又焚燒鼓樓西的倫敦會教堂。
6月15日，义和团围攻北京西什库教堂，又“焚烧绒线胡同教堂”。同日，天津的义和团焚烧了马家口及望海楼等地的教堂，拆毁东门外天后宫北教堂，砸毁藏有基督徒的粬店街怀庆会馆；拳民又與防衛紫竹林租界的外國士兵發生戰鬥，死傷四百人。
6月16日，前門一帶約千家商舖因老德記洋貨鋪及屈臣氏西藥房大火而被燒成廢墟，正陽門樓、北京24家鑄銀廠也遭燒燬。拳民同時四處破坏教堂攻击基督徒，莊王府前大院被當成集體大屠殺的刑場。除了屠殺基督徒外，義和團更濫殺無辜，誣指許多市民（包括許多婦女小童）為二毛子而燒死戮死。同日，天津數百名義和團展開了第二次進攻紫竹林租界的行動，但被一陣齊射擋了回去。
6月19日，清政府总理衙门照会各国驻华使节「限二十四点鍾內各國一切人等均需离京」。当晚，各国公使联名致函总理衙门，以路途安全无保障为由，要求延缓离京日期，并要求次日上午9时前给予答复。
6月20日上午8时，克林德未能说服各国公使一同行动，遂独自帶同翻译柯达士乘轿从东交民巷使馆，前往东单牌楼北大街东堂子胡同总理衙门交涉。克林德決定不帶四名德國衛兵，兩乘轎子只有兩名沒有武裝的馬伕隨行。柯達士看到克林德腰上沒有掛平常帶的左輪手槍，也就沒有帶槍。途中走到东单牌楼北大街西总布胡同西口，为正在巡逻的神机营霆字枪队章京恩海所殺，柯达士受伤，轎伕逃走。
6月22日，慈禧发给义和团2万石粳米，并悬赏杀洋人，“杀一男夷者，赏银五十两；杀一女夷者，赏银四十两；杀一稚子者，赏银二十两”。

### 联军从威海衛出发第一次遠征
先是在5月底，北京東交民巷使館區人員在感觉到危险即将来临时，向外发出求援，于是一支432人，由八國海軍人員組成的聯合部隊（法國75人，俄羅斯79人，英國79人，美國53人，意大利39人，日本24人，德國水兵51人、奧匈士兵32人），在得到慈禧太后默许后，于6月1日從大沽經鐵路抵达120公里左右的北京城，協助使館人員防守。
不過隨著局勢不斷惡化，6月9日，英國駐華公使竇納樂透過電報向西摩爾稱，北京城內局勢每小時正在惡化，要求西摩爾為進軍北京作好預先安排。6月10日，北京使館區與外界的電訊聯絡中斷。因此各國急商，增派一支由2157名各國海軍及海軍陸戰隊人員（英軍916人、德軍540人、俄軍312人、法軍158人、美軍112人、日軍54人、義軍40人、奧匈軍25人）組成的援軍入京，決定由英國海軍中將愛德華·霍巴特·西摩爾任聯軍司令，美國海軍上校麥卡加拉為副司令、俄國上校沃嗄克任參謀長，從天津搭火車出發前往北京保衛使館。
6月10日，西摩爾军经过聶士成军防区，根据上司榮祿的命令，聶士成容許聯軍先遣隊火車通過天津，旗下武衛軍士兵對聯軍的態度亦顯得友善，並沒有意圖攻擊聯軍的舉措。
不過西摩爾向北京行軍的舉動惹怒慈禧太后，因此支持義和團的端王載漪迅即取代慶王奕劻，成為總理各國事務衙門大臣，並命令武衛軍聶士成、董福祥甘軍攻擊聯軍。另一方面，清廷又透過招募義和團成員入軍，以保衛首都，阻止西摩爾的行軍。
聯軍火車通過天津後，義和團阻擊联军，将铁路破坏掉，使联军无法前進。在6月11日至14日的几次战斗中，义和团每次出动几百到上千人，都被联军击退。由于前面的铁路被破坏，西摩爾军只得边修路边前进。到廊坊之后，前面的铁路被破坏得更加严重，联军无法乘车前行。16日，联军放弃由铁路进京计划，决定改走水路由白河前往北京，先返回杨村，然后在该处组织乘船进京。
6月18日，正当西摩尔军由廊坊回撤之时，大批义和团向滞留廊坊的联军发起进攻，奉慈禧太后之命阻截联军的董福祥甘军开到廊坊，投入战斗。双方激战数小时，联军伤亡严重，西摩尔认为联军已不可能突破重围进入北京，于是决定撤回天津。清政府稱此役為廊坊大捷。

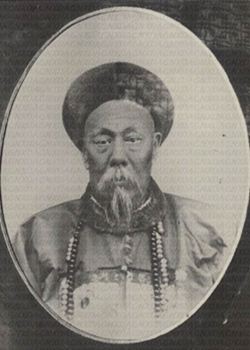
左宗棠旧将董福祥

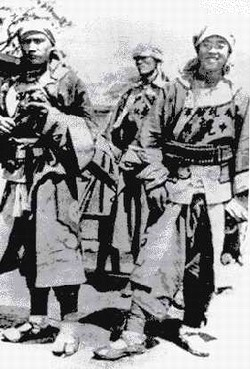
董福祥轄下的回族軍隊，自甘肅前往北京支援義和團的行動。

由于杨村至天津的铁路已被破坏，联军只得沿白河撤回，期間徵用4艘中國漁船，沿著河岸牽著繩索，載上所有傷員及剩餘的食物、彈藥及醫療用品前往天津。6月19日至20日在由杨村至北仓的撤退途中，聯軍不时遭到义和团和清军的阻击。6月21日联军与聶士成军在北仓进行了数小时激战，付出很大伤亡代价后占领北仓。6月22日联军佔領清軍的西沽武库，發現除了有德國克虜伯野戰炮外，還有大量步槍與數以百萬計的子彈，連同數百萬斤大米和充足的醫療用品。
得到充足的軍事物資後，西摩爾決定堅守待援，并派人向各國公使告知聯軍的困境。聯軍在待援期間遭到清軍、民團日夜不斷的攻擊，處於崩潰的邊緣。直到6月25日，一支1800人組成的援軍（其中俄國900人，英國500人）解西摩爾之圍，在戰場使用了價值超過300萬英鎊的彈藥數量後，終於在6月26日清晨成功接應西摩爾聯軍撤退，西摩爾行軍北京期間總計損失62人，有225人受傷。
當時被困在北京使館區的外國人對西摩爾充滿信心，認為西摩爾軍隊離自己很近，他們很快就會安全，並未得知西摩爾的軍隊拯救失敗的消息。

### 联军增援与大沽口炮台战斗
6月12日，俄军1200人登陆大沽。15日，联军要求天津镇总兵罗荣光于17日凌晨2时以前交出大沽炮台。15日和16日，義和團與紫竹林租界守衛士兵發生戰鬥。6月16日，天津租界之对外电报中断；各国海军将领会议，决定占领大沽口炮台。6月16日晚，联军发起总攻，罗荣光发炮还击，战争爆发。据北塘渔民黄永力和董得六回忆：“在营外（大沽于家堡东面的督标营），全是尸首，整个打了一宿，還沒攻下，500多人没有活的。”17日凌晨大沽炮台失守。之后，俄军从塘沽火车站向天津市进攻，日本军从海河向天津市进攻。

### 紫禁城内的斗争与宣战
1900年5月30日，趙舒翹、何乃瑩上奏慈禧太后，建議招撫義和團：“拳會蔓延，誅不勝誅，不如撫而用之。”
进入6月之后，义和团拆毁铁路、焚烧车站、攻击教堂、杀死基督徒、威胁在华外国人生命安全，局势越来越危急。张之洞、刘坤一及其他主和派大臣频繁提醒，一味姑息拳民不加剿灭必然导致列强以保护传教士為由出兵中国。虽然慈禧太后也知道不剿办义和团意味着严重的国际介入，但她仍坚持之前对义和团的怀柔政策。
6月4日，奏请招抚义和团的何乃莹由顺天府尹升为督察院左副都御史。
6月5日，太后派刑部尚书、总理衙门大臣、军机大臣、兼顺天府尹的赵舒翘，及都察院左副都御史何乃莹前往涿州考察义和团。反对戊戌变法、力主废黜光绪皇帝、主张招抚义和团杀灭西人的吏部尚书刚毅惟恐赵舒翘的汇报结果不利于义和团，也紧随其后赶往涿州。其实赵舒翘经考察已明显看出义和团所谓“神功”皆為虛假，但刚毅却力言神功“可恃”。
6月6日，慈禧太后召集大臣討論清廷的政策，“決計不將義和團匪剿除”。恽毓鼎在6月6日记载：“五月初十日，知太后圣意，颇右义和团，欲倚以抵制外洋，为强中国之计。”同日，清廷颁布上谕说：“饬令各地方官妥为弹压，无论其会不会，但论其匪不匪。……昨已简派顺天府兼尹军机大臣赵舒翘前往宣布晓谕。”
6月10日，慈禧太后派端郡王载漪出任总理各国事务衙门大臣，这一决定让外国公使格外不安。
6月13日，义和团从崇文门进入北京内城。

6月14日，刚毅上奏：
义和团其幼稚者，年不过十岁上下。奴才在马上讯其练拳意欲何为？供称原为保护身家。讯其聚众欲作何事？供称近被教民欺压，是以集团报复。但一言及洋人，则怒目切齿，愿得肝心。凡此之类，闻直隶、山东各州县，无处无之，蚩蚩之众，诛不胜诛。因聂士成派队在高碑店驻扎，拳民等误为洋兵，遂相抗拒，经该军饬人晓谕，该民等跪迎，聂军出其不意，轰毙拳民一二百名，自此结仇甚深。该军进剿，殊形孟浪。
6月16日，在第一次御前会议上，刚回京不久的刚毅向慈禧太后报告“拳民忠贞，神术可用”，朝中庄亲王载勋、端郡王载漪、辅国公载澜亦主抚义和团，向西人开战。

6月18日，庚子被祸五大臣之一的袁昶奏折说：
臣于上年十月十三日（1899年11月15日）蒙恩召见，其时东省拳匪，借仇教为名兹事。臣曾面奏系邪教倡乱，应预为扑灭各情，旋经东抚袁世凯实力禁止，扑灭十余巨股，东省晏然。……不意东省渐次肃清，流入直隶，直省督臣观望迁延，养痈贻患，听其蔓延，始谋不臧，咎实难辞。及涞水戕官，督臣裕禄见该邪匪借仇教为名，叛迹昭著，乃电奏力请剿办，而内外议有异同，迟延未决，涿州踞城不已，延及永清、霸州各处。
6月19日，在第四次御前会议上，慈禧太后下定决心向各国开战，命令清军准备攻打使馆区。光绪皇帝拉着许景澄之手说：“兵端一开，朕一人死不足惜，如天下生灵何？”君臣涕泣。太后大喊“许景澄无礼”。
6月20日，德国公使克林德被清廷设计刺杀。
6月21日，慈禧太后以光绪皇帝的名義发布《宣战诏书》，號召全國軍民抵抗攻擊者。
慈禧太后最终宣战的原因，史学家有很多争论。6月17日，慈禧太后收到了裕禄关于列强强索大沽炮台的奏报，但不知大沽已经开战。一個有爭議的說法是6月17日，慈禧太后召开第二次御前会议时得到了假照会，認為外國要求她歸政於光緒皇帝。慈禧太后態度轉為支持義和團及向西人開戰。命剛毅、載漪、載勛、載濂、載瀾統領義和團，任載勛为步軍統領九門提督。18日，董福祥甘軍與西摩爾軍在廊坊激戰，西摩爾軍退回天津。19日，慈禧太后命令裕祿：「各國洋兵欲行佔據大沽砲台一所，事機緊迫，兵釁已開，該督須急招義勇，固結民心，幫助官兵節節防護抵禦，萬不可畏葸瞻顧，任令外兵直入。」因京津电报中断，到20日，慈禧太后才获得裕禄奏报，讲述天津大沽已经开战，天津清军和义和团合力将租界敌人打退，军威甚扬。至21日，慈禧太后正式宣佈開戰，诏书只提及西人强索大沽炮台，未提及大沽开战，也未提及西摩尔联军意欲入京一事。
6月25日，載漪、載勳、載濂、載瀅四兄弟率義和團六十多人要杀死光緒皇帝，被慈禧太后阻止。

## 八国联军

### 东南互保

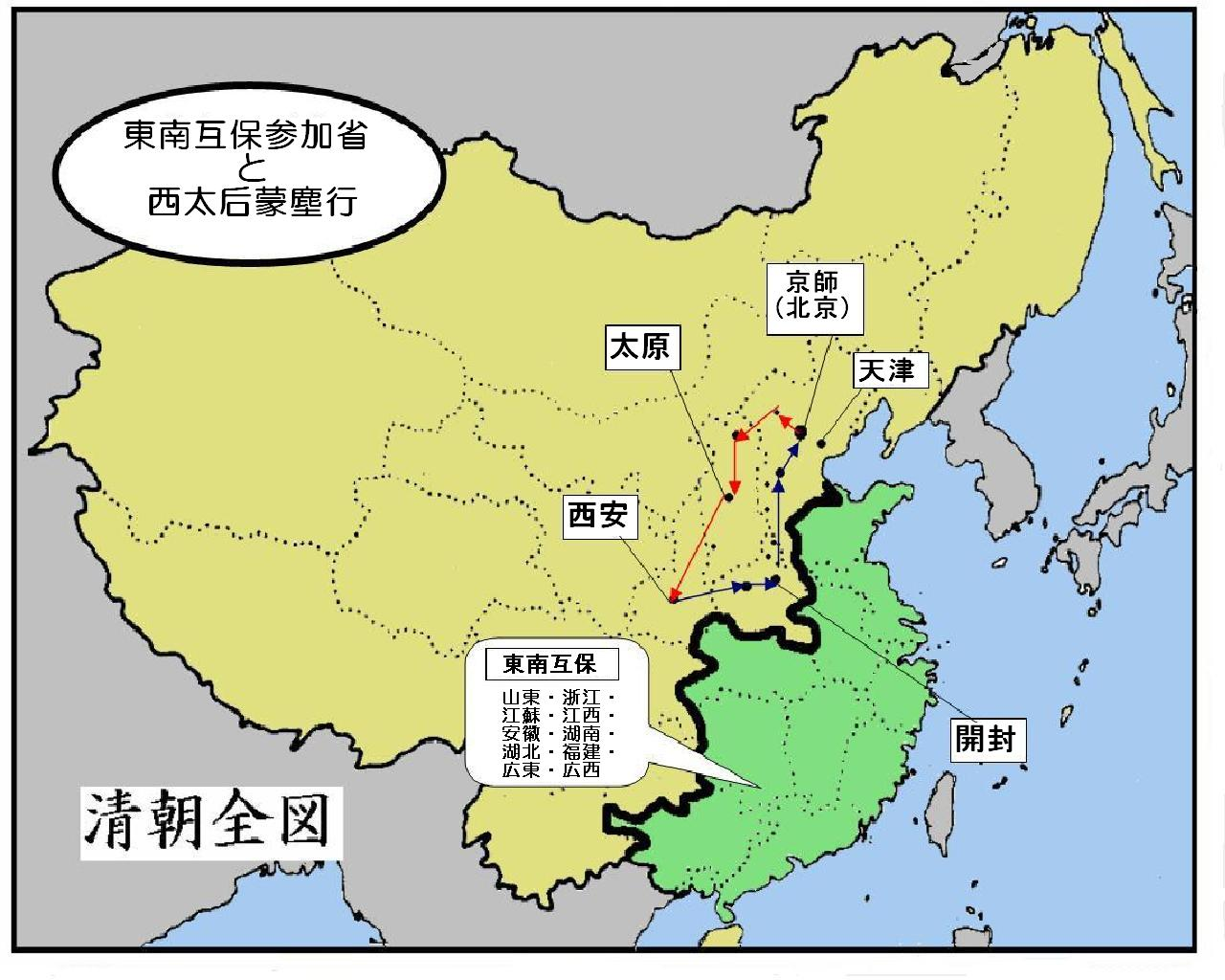
东南互保以及慈禧太后西狩图

1900年5月31日，湖广总督张之洞电报：“叠接北路电，拳匪因闹教滋事，势甚猖獗，定兴至卢沟铁路机厂车辆料厂尽毁，实堪骇异……此等匪徒，抗拒官兵，戕杀武职大员，毁坏国家所设铁路，法所当诛。至于动手拆路焚屋之徒，按律亦当格杀勿论，应准官军开枪轰击。此乃借闹教而作乱，专为国家挑衅。且铁路与教堂何涉，可见实系会匪，断非良民。若滋闹不已……各国必以保护教士教民为词，派兵自办，大局将难收拾。”几日之后，张之洞致电许竹筠说：“辅清灭洋旗号，乃会匪故智。前年川、楚闹教，乱匪皆是此旗。若因此姑息，大误矣，能避枪弹更是谣言。”
6月8日，两江总督刘坤一致电总理衙门：“惟匪势如此猖獗，毁路踞涿，种种不法，名为忠义，实为叛逆，即使宣布解散，亦难保不散而复聚，蔓延日久，收拾益难。现闻大沽已有洋舰二十余号，万一出而干预，大局何以支持？畿辅重地，关系匪轻，似应一意主剿，通剿二股，则余股自灭；辟以止辟，正所以保全民命也”。
6月15日，张之洞、刘坤一联衔致电总理衙门，请即速剿办义和团。电文谓：“……如再迟疑不自速剿，各国兵队大至，越俎代谋，祸在眉睫。此实宗社安危所系，不敢不披沥上陈。从来邪术不能御敌，乱民不能保国。外兵深入，横行各省，会匪四起，大局溃乱，悔不可追。”
6月20日，张之洞、刘坤一联络几省巡抚联衔电奏慈禧：“各国洋电，皆以拳匪妄杀生衅，我不速剿，致动众怒，日本电谓，若肯剿匪，尚有转机，京城危机，北望焦灼。……即不与各国开衅，亦应痛剿，况无故戕害洋人、洋房，杀日本参赞，今海口已被占夺，都城满布洋兵，增兵增舰，日来日多，祸在眉睫，直不忍言。从古无国内乱民横行惨杀而可以治国者，亦未闻一国无故与六七强国一同开衅而可以自全者……仰恳皇太后、皇上圣断，念宗社之重，速持定见，勿信妄言，明降谕旨，力剿邪匪，严禁暴军，不准滋事。速安慰各使馆，力言决无失和之意。”
慈禧太后宣战前夕湖廣總督張之洞、兩江總督劉坤一（湘军江忠源旧将）、兩廣總督李鴻章（淮軍領導人）、鐵路大臣盛宣懷（父亲盛康是湘军胡林翼的军需官）、山東巡撫袁世凱（淮軍吳長慶的舊部）、閩浙總督許應騤（族叔许祥光曾与湘军江忠源一起镇压太平天国）等大臣們，商議如何保存東南各省的穩定，避免列強有藉口入侵；清政府向十一國宣戰後，張之洞、劉坤一、李鴻章、許應騤、四川總督奎俊、袁世凱等，即和外國達成地方上的協議，稱東南互保。大臣們稱皇室詔令是義和團脅持下的「矯詔、亂命」，在東南各省違抗命令，除滅義和團。另外，同時密議倘若北京失守而天子與太后不測，他們將改建共和，选举李鸿章为总统。

### 天津方面的战斗

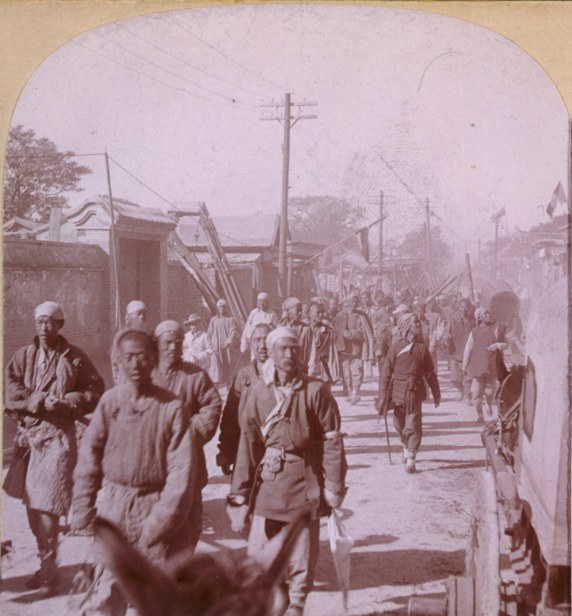
天津的義和团准备集结

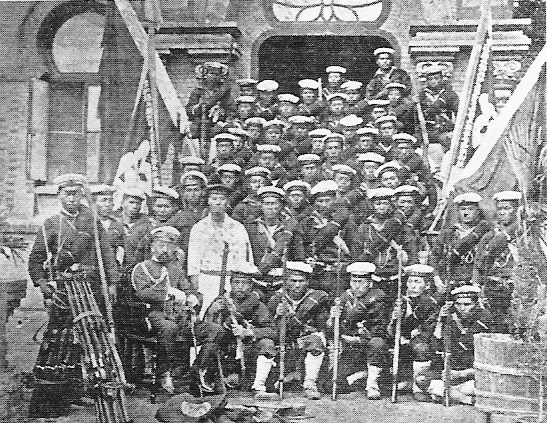
前往京津的日本海軍陸戰隊

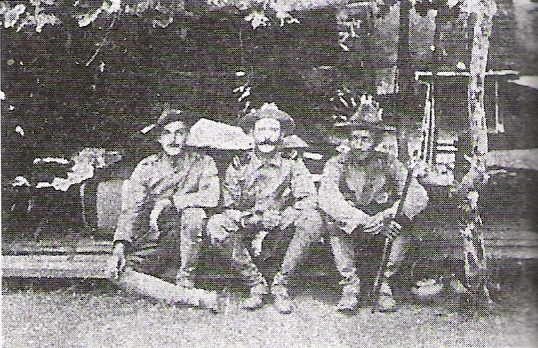
前往京津的美国海军陆战队

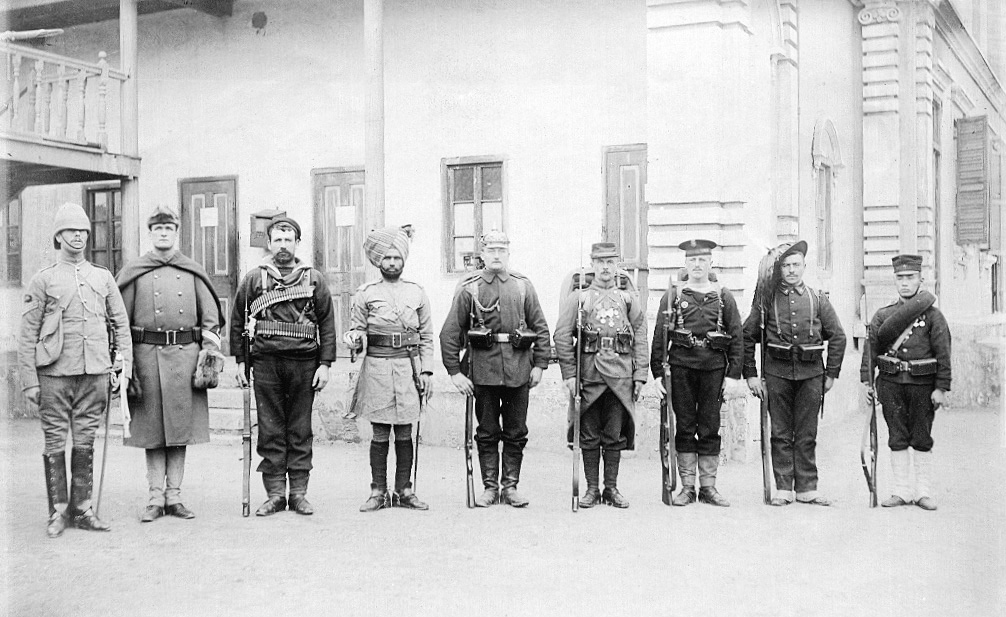
八国联军部队，左起：英国、美国、英属澳洲、英属印度、德国、法国、奥匈帝国、意大利、日本

天津之战从1900年6月14日开始到7月14日结束，历时一个月，中经大沽之战、老龙头火车站争夺战、紫竹林租界攻坚战和八里台保卫战，最后天津在7月14日被联军攻破。
6月14日，曹福田率领义和团数千人，从西门进入天津，直隶总督裕禄率领百官亲自出迎。义和团在天津城西吕祖堂内设总坛口，又在老爷庙、老母庙、玉皇庙等处设立分坛。6月27日，张德成率领“天下第一团”5,000人开进天津。
前期烧教堂及洋行的情形，据团民王恩富回忆：“6月14日那天夜里杨寿臣老师带领了我们烧掉了仓门口和鼓楼的4个教堂。”据团民李元喜回忆：“6月14日那天烧了西门里的福音堂，鼓楼西教堂，鼓楼东仓门口教堂，小洋货店街教堂。”据北门里大街居民辛树人回忆：“那天估衣街、锅店街一带烧教堂的大火红了半个天。”据陈忠珊回忆：“义和团不但把玉皇阁以北洋行烧得片瓦不留，宫北新连卡佛、估衣街的一个洋行、以及大狮子胡同的红记洋行都先后被义和团捣毁。”6月16日下午，据王晶华回忆；“在义和团攻击衙门的时候还打开了军械所得到了一批步枪。”此时在天津武装的义和团达到3萬人。6月17日，义和团围攻紫竹林租界的战斗打响了
1900年6月27日天津老龙头火车站情形，据李元善回忆：“红灯照那些小闺女们，...进攻火车站，都被（联军）打死了。”28日72艘运输船搭载张德成部5—6,000名义和团由大运河进入天津增援。6月30日天津北洋机器局东局的情形，据刘金堂和宋文彬的回忆：“有个中国看守埋下了地雷，当洋人要进入东局子抢弹药时，拉了地雷线便和洋人同归于尽了。”据王恩普回忆：“当外国人接近东局子时其他人都撤退了，一个小官没走，大家劝他撤退，他说：‘我末了走，我和外国人一块走。’等大家撤退完后他独自把火线拉好，并且跑到房顶上呆着，等到外国人都来齐了，他把火线一拉，刹时间轰声震天，跟不少外国人同归于尽了”。
1900年7月天津的混战情形，据王三爷回忆：“一个义和团成员左二环拿雁翎刀上去把一个德国骑兵从马上砍下来。”据郭治恩回忆：“窑湾子义和团当场剁死6个（联军）”，当天义和团被联军打死“百十来口子，被教民打死了6、70人”。据张招生回忆；“聂士成的军队经常吹嘘，他们要先打义和团再打洋鬼子，聂士成要先安内后打外，义和团进攻紫竹林时，聂士成把他们赶到前面去要他们打洋人，洋人一开枪义和团死了很多，义和团向后退聂军就开枪也打死了好多人，义和团两面受敌。”由于聂士成拒绝增援义和团，聂士成被团民称为“聂鬼子”、“聂等死”。
据张鸿泰回忆：“6月13日（公历7月9日）日本鬼子打来了，鬼子步兵到处枪杀团民，并放火烧了纪庄子，当时老百姓四处逃难，被打死了1—2,000人。”据王学鹏回忆：“东洋鬼子打进了纪庄，把青壮年全部给打死了。”据张家富回忆：“在纪庄牺牲的团民足足有1—2,000人，仅仅是死人头上的发丝还捡了几十担，第2年耕地时都是白骨。”据李长庆回忆：“打完纪庄子后，日本鬼子抄了聂士成后路，聂士成被打死，他的兵也死了不少”。
1900年7月中旬义和团在天津最后的失败情形，据沈德生回忆：“6月18日（公历7月14日）一枪没打一炮没发，四门都插上小白旗了，把手城门的陈国壁，他说给外国人，叫外国人打扮成义和团就进来了，这都是奸细带来的。”据李振德回忆：“天津失城也是因为有奸细的缘故，洋人向城里一打炮，天津最高的礼拜寺、鼓楼都挂上了白旗，接着4个城门都插上了白旗，这才失的城。”据李凤德回忆：“最后洋人进来还是有人做了奸细，南门有一个用小车推着一家老小到城门根来要求避雨，结果去城根接上了地雷，轰的一声把城门轰开了。”据李汉卿回忆：“日本兵是从南门西南的广仁堂附近的大洼坑钻进城来的。”据孙润卿回忆：“外国人是从西南角广仁堂芦苇坑里来的。”据王文炳回忆：“由于直眼勾结外国人，而使洋人能偷偷地爬进（天津城）来。”据云振铎回忆：“日本人是从葫芦罐和二毛子一起进来的”。
“当时老百姓都从北门西门逃出去，日本鬼子就把炮架在北门城楼上，开炮轰击，北门内外死了不少人。”据李廷辅回忆：“北门里死人太多了，人踩人人撞人，妇女更多小脚走不动，有的还抱着小孩被打死的。”据窦省三、陶继承回忆：“北门里外死尸堆得高高的，北门门洞都给尸体堵没了。”据孙少棠回忆：“外国人进城绞死了许多中国人，有被外国人杀死的，也有被烧死的，其中有聂士成的士兵也有义和团”。
北仓的战斗。据李顺回忆：“奸细领着日本兵从西边绕过韩家墅抄了马玉昆的后路，清军死了不少就退却了，新军退到北仓以西的仓口，马玉昆上前面指挥，我和他一起过的浮桥。”据武备学堂预备军官陈炳和回忆：“清军已经埋伏准备好了，日本兵假装清军，把清军又包围了起来。但最外围的日本兵又被清军埋伏的人包围，就这样开了战”。

### 清军进攻北京使馆区
6月20日前，义和团对使馆的唯一进攻性行动发生于6月14日。据窦纳乐记载，这天夜间，义和团对使馆哨兵“进行了好几次攻击”，但都被“轻易地击退”。显然，这只是少数义和团的零星活动，并未构成对使馆的真正威胁。6月20日之后，义和团对使馆的围攻也只是辅助性的，围攻使馆的主力一直是清军。

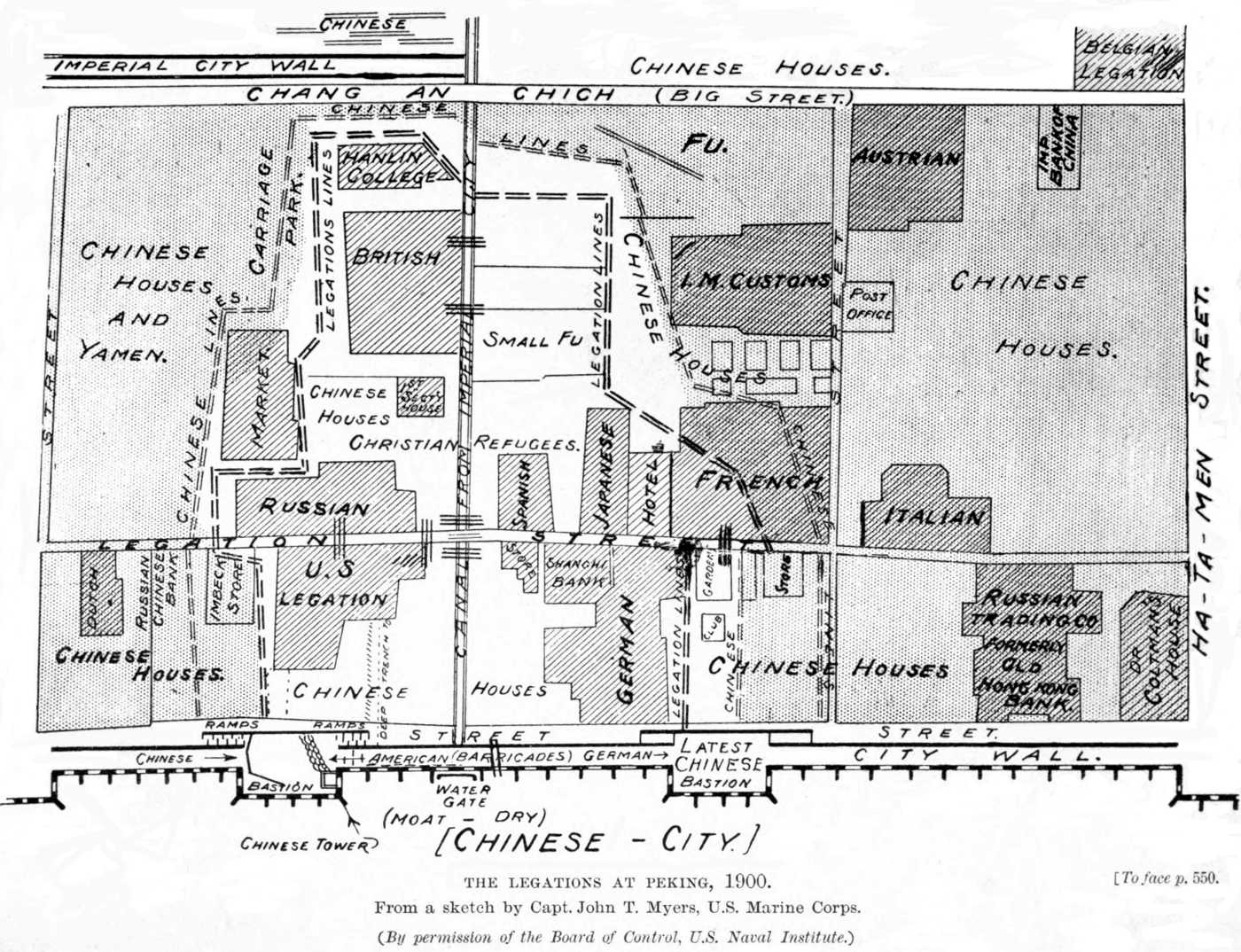
外國使館在北京東交民巷，受清兵圍困方位圖

6月20日下午四点，清军开始攻打使馆，遂展开了55天的围攻。6月20日至24日，攻势比较猛烈。6月25日短暂停火，之后很快开始了更加猛烈的进攻。窦纳乐报告说，6月25日夜半重新开始的射击，是“迄今所遭受的最猛烈的炮火”。6月25日至7月13日，几乎每天都有激烈的战斗，使馆防线一次次被突破，险情不断出现。7月13日，清军发动空前猛烈的全线进攻。7月14日，进攻减弱，更大的变化发生于7月16日，即天津陷落两天之后。此后，对使馆的进攻暂时停止。

### 大清帝國与美国的外交
美国于7月3日经驻外使馆向德国、法国、英国、意大利、俄国、奥匈、比利时、日本、西班牙、荷兰和葡萄牙发出照会，再度申明门户开放政策。
1900年7月3日通告，美国的政策与目的说明。（发往驻华列国使团。通告电报送交美国驻柏林、巴黎、伦敦、罗马、圣彼得堡大使馆以及美国驻维也纳、布鲁塞尔、马德里、东京、海牙、里斯本使馆，华盛顿，国务院，1900年7月3日。）在这一中国事务的危机态势中，在现有情况的准许下，我们认为说明美国的态度是适当的。我们坚持1857年制定的对华和平政策。这项政策坚持和中国友好相处，并在治外法权条约所规定的权利和国家法律之下，促进合法商业贸易，以所有手段保护我们公民的生命财产。……迄至今日，美国总统的目的是与其他国家协同行动：首先，与北京对话并营救美国官员、传教士和危难中的其他美国人；其次，努力尽一切可能保护中国各地的美国人的生命财产；第三，保卫所有美国正当的利益；第四，帮助防止动乱扩展到这个帝国的其他省份，出现同样的灾难。当然，现在预计以什么手段达到这样的目的为时尚早；但是美国政府的政策是寻求一种解决方案，这个解决方案的目的是能够给中国带来永久的安全与和平；维护中国领土与管理完整；保护一切友好国家在条约和国际法保证下一切权利；维护世界各国与中华帝国各地（之间）的平等、公正贸易的原则。
大清帝國派驻美国的公使伍廷芳得知了美国的政策之后，分別向慈禧太后與光緒皇帝通报美国希望与中国保持友好关系的愿望以及坚持保护中国领土以及行政管理完整的立场。为了收拾慈禧太后因信任保守派大臣而制造的危局，光绪皇帝恳切地请求外援，在7月19日亲自写信给美国总统麦金利，在信中表达中国对美国的信任和友好之情，表示对中国目前局势的严重担忧，要求美国为中国维持和平作出努力。以下是英文的译文：
中国长久以来与美国保持友好关系并且深深意识到，美国的目的是从事国际贸易。中美双方对彼此均无怀疑和不信任。最近爆发的中国人与基督教传教士之间相互的憎恨，引起了列强对朝廷立场的怀疑，认为清政府赞成人民歧视传教，此怀疑并无根据。但是这种怀疑引起了大沽炮台被攻占，并由此引发了具有灾难性后果的军事冲突。情势日益严峻危机。我们刚刚收到我们使节伍廷芳的电报，我们十分欣慰地得知，美国政府一直期待两国的友好往来，对目前状况十分关注。目前的中国被不可抗拒的进程所驱动，不幸招致国际上几乎普遍一致的愤慨。为了解决目前的困境，中国对美国寄予特别的信赖。我们诚垦率直地致信于您，希望阁下想方设法，采取行动，协调各国一致为恢复秩序与和平作出努力。恳请您，并万分焦虑地期待您的回复。光绪。二十六年六月二十三日（1900年7月19日）。
经过三天对中国政治局势、权力结构以及北京暴乱情况的分析判断，美国总统在7月23日作出回应。他没有拒绝光绪皇帝的请求，但前提是：清政府保护公使馆人员的安全，保证使馆与各国联络畅通，配合各国的军事援救行动。
我收到了您7月19日的信，我欣慰地获悉您了解，除了希望正义与公平之外，美国政府和人民对中国别无他求。我们派军队到中国的目的是为了解救我们处于危难中的公使馆，保护在华美国人的生命财产安全。依据国际法和协约，这些是美国人应当享有的权利。所有其他派军队抵达贵国的国家也公开表达了他们派兵出于同样目的。从您的来信中我推断，那些搅乱中国和平、谋杀德国公使和日本使馆人员，而且目前围攻幸存的北京外交人员的罪犯，不仅没有从圣上您这里得到赞同和鼓励，而且他们实际上是在反抗陛下帝国的权威。如果是这样的话，我十分郑重地敦促您的政府，向公众确证：一、是否外国领事们还活著，如果活著，他们目前状态如何；二、立即让各国的外交代表与其国家自由联络，解除威胁他们生命与自由的所有危险；三、由帝国当局与远征军联络沟通，以便他们之间开展解救公使馆、保护外国人和恢复秩序而进行的合作。如果这些目标都能达到，本政府相信，在列强这方面，妥善解决最近的麻烦所出现的所有问题将不会存在任何障碍。为达此目的，在其他各国的赞同下，本政府各友好部门将愉快地接受陛下的部署安排。威廉麦金利1900年7月23日国务卿约翰海复述
但是光绪皇帝无力主导时势发展，也无法改变清廷的政策，原因在於慈禧太后已宣布訓政，朝廷大政由慈禧太后主導。不过他的的善意、努力，体现了作為一个君主的负责任的态度。
8月1日起，清军恢复对使馆的炮击，但猛烈程度远不如7月13日以前。8月11日起，清军重新对使馆发动猛攻，直到北京陷落为止。8月4日，联军开始进军北京。8月12日，占领通州。8月14日，联军攻入北京。

### 占领北京

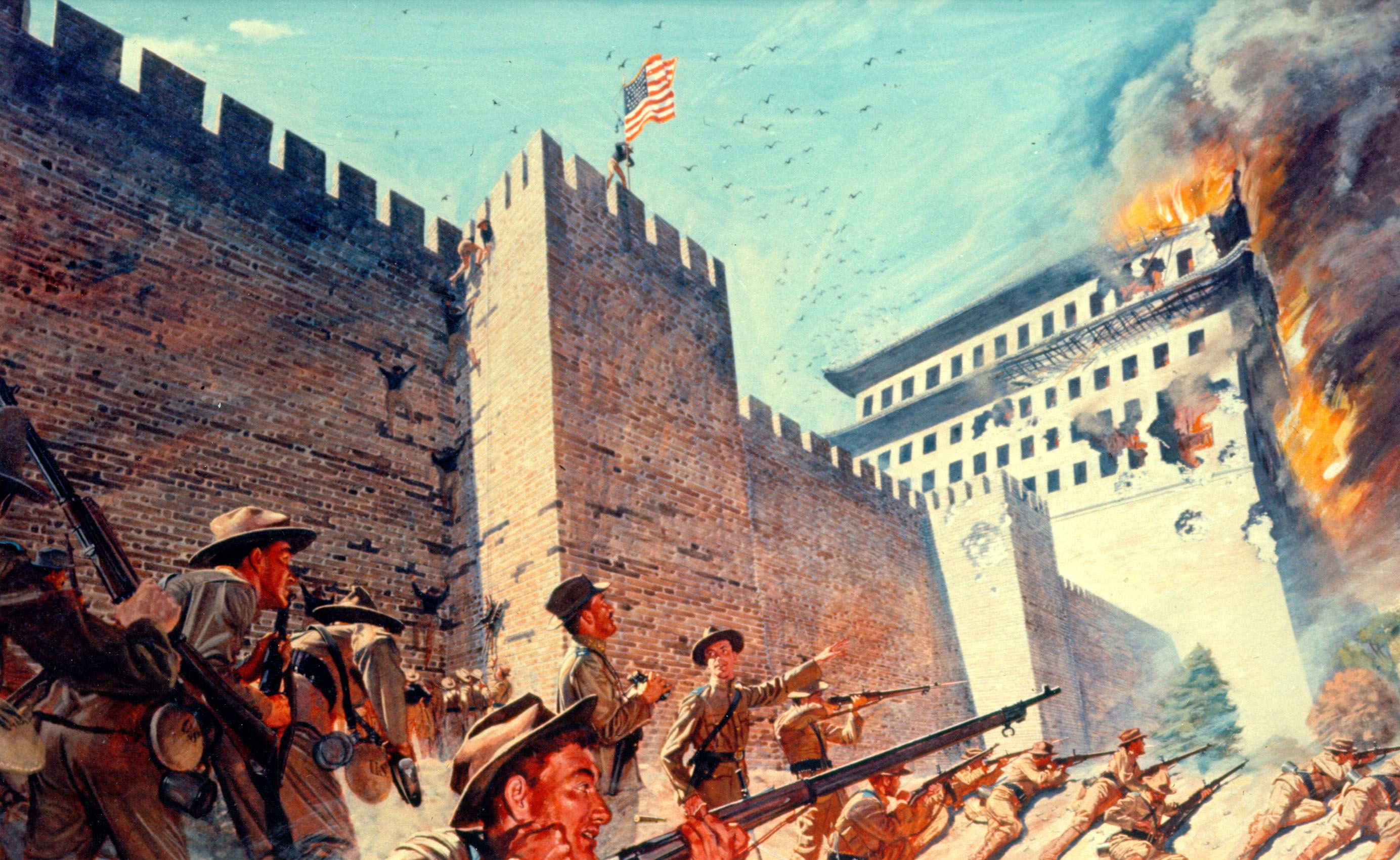
美國軍事畫家Hugh Charles McBarron Jr. 的畫作《長官，讓我來！》（I'll Try, Sir!），描繪1900年8月14日早晨，美軍第十四步兵團圍剿北京外城東便門，協同在其餘三座城門作戰的聯軍一齊攻下北京。這場戰役被認為是終結義和團運動的關鍵，西方稱之為「北京之戰」

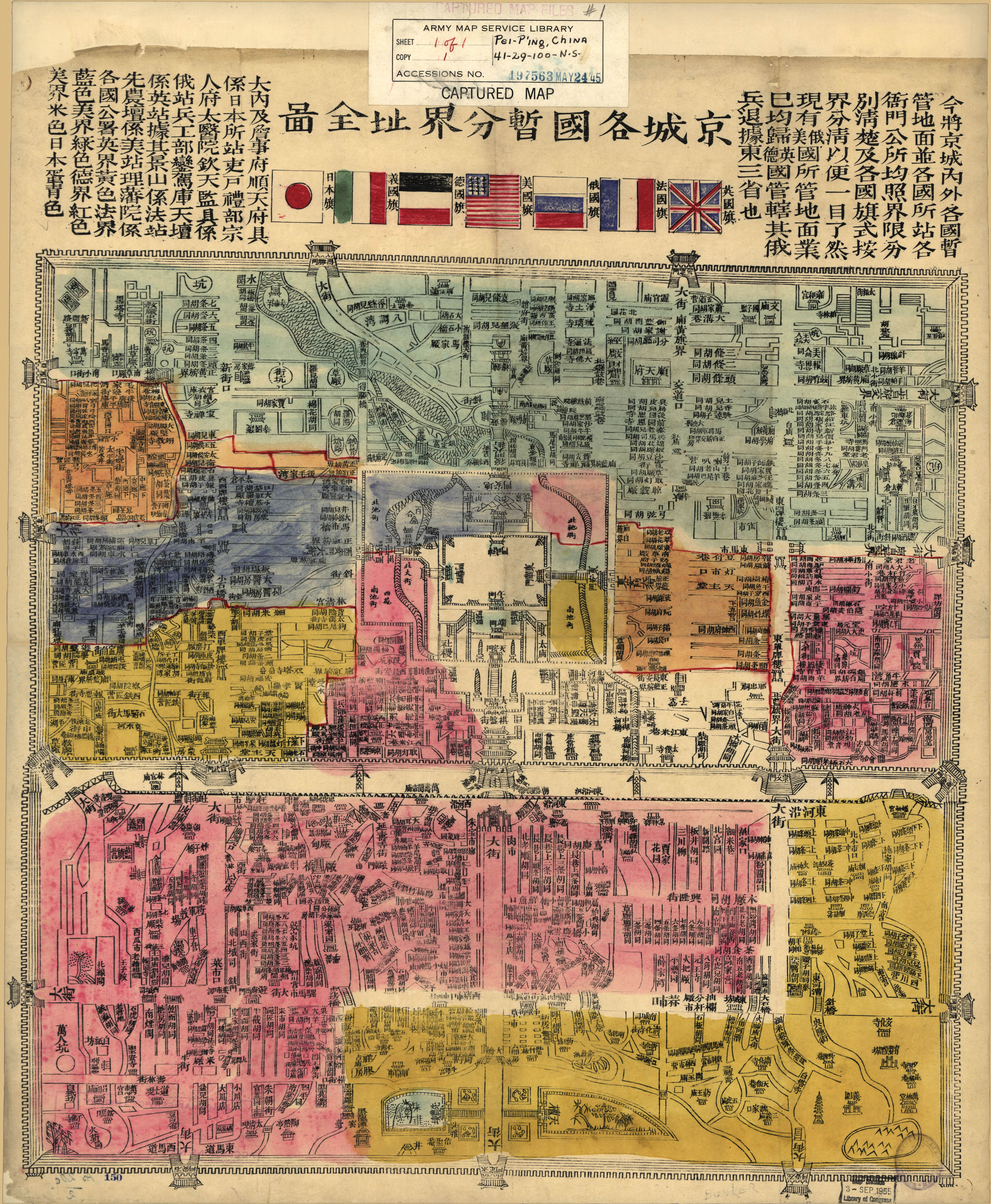
京城各国暂分界址全图

联军占领津京后，當地排外、仇外的風氣大变，街头一改人人包红布、穿红衣义和团打扮，天津百姓家门首皆插白旗，行人亦各持白旗，上写“某某国户人”，或“某某国顺民、良民”。北京商铺争先贴出保护单，各国占管区居民，纷纷向聯軍士兵送万民伞，时人记载：「昔则挟刃寻仇、灭此朝食，今乃忝颜娟敌，载道口碑，京师及各省都会，其翻译通事之人，声价骤增，势力极盛，于是都中之人，咸歆而慕之，昔之想望科举者，今皆改而从事于此途。」
在北京，始于6月20日止于8月14日、对使馆五十多天的围攻终于结束，此时使馆里的人员已经狼狈不堪。以樊国梁为首的教士们发出“布告”容許天主教徒在8月18日教堂解围后八天之内抢奪生活必需品，规定抢奪不满白银50两的，不用上缴；超过50两的，应負責償還，或交教堂處理。樊國梁在《紐約時報》發表聲明，否認下令搶劫，而是因為當時無店有人，無法購買生活必需品，才自行搬走，但他下令要登記拿走多少，事後依記錄付了款。
另一方面，根据马克·吐温撰文揭露，美国基督传教士梅子明在美國第六騎兵團的陪同下，在北京周边地区搜寻拳民，處死了疑似義和團成员的人。另外，《纽约太阳报》在1900年12月24日的报道中引用梅子明的话，说天主教堂除了收取赔偿金以弥补自身损失外，还要求以命抵命，用人头换人头；在任丘，有680名天主教徒被杀，所以他们要求用680条人命相抵。
德国公使克林德被杀事件发生后，德国皇帝威廉二世决意报复中国，瓦德西於8月7日被任為聯軍總司令。然而瓦德西及德援軍在聯軍攻進北京後兩個月才到達中國。他們因為熱切執行威廉二世7月2日發佈的命令：「你們知道，你們面對一個狡猾的、勇敢的、武備良好的和殘忍的敵人。假如你們遇到他，記住：不要同情他，不要接收戰俘。你們要勇敢地作戰，讓中國人在一千年後還不敢窺視德國人」。威廉二世的這段講話是對5世紀匈人入侵歐洲的回憶。後來這段話也在第一次世界大戰中被英國人借用來貶損他們的德國敵人。
八國聯軍中德俄兩軍被普遍認為在鎮壓義和團中最為野蠻兇悍，而且軍紀較差，德軍因其兇悍被冠以綽號為「匈奴」，英國記者喬治·林奇寫道，德軍和意軍在燒毀村莊之前，會強姦婦女和女子。而美日軍隊被認為「嚴守紀律，不擾居民」。当时為了避免危害，北京满大街居民都臣服日軍，掛上自制的日本國旗及“Belong Japan（日本所有）”的标语。

### 庚子俄难

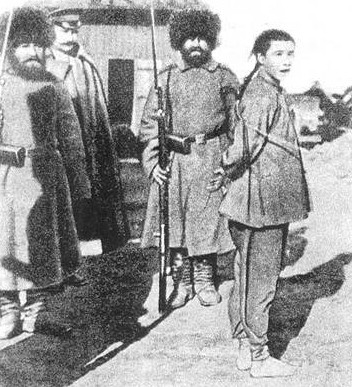
海兰泡惨案中，俄军绑缚中国人准备屠杀

1900年7月17日至21日，八国联军之役期间，俄罗斯帝国以义和团破坏东清铁路为借口，对海兰泡和清朝管辖下的江东六十四屯两地中国居民进行大屠杀，共造成约7000名中国无辜居民死亡。庚子俄难的称呼来源自周继功的《庚子俄难》一文，该文被收录于《瑷珲县志·第八卷》。因1900年是农历庚子年，所以海兰泡惨案和江东六十四屯惨案被合称为庚子俄难。
庚子俄难中，海兰泡惨案的目睹者，无不感到“毛骨悚然和为之心碎”。一位参与大屠杀的义勇兵对屠杀场景有如下描述：杀人的一方，完全灭绝人性，他们不是魔鬼，便是畜牲。在人世间竟能看到如此惨景，简直就是一场恶梦。如果被杀的人都是些还有挣扎能力的男子的话，也许不会如此凄惨，但是当看到一些紧搂婴儿、企图逃脱的母亲被纷纷刺倒，从怀中滚落的婴儿被碾得粉碎时，只有那些完全没有人性的野兽才能禁得住。连俄国的一位将军也在日记中写道：黑龙江悲剧是俄国人避而不谈的话题。

### 山西、河北的战斗

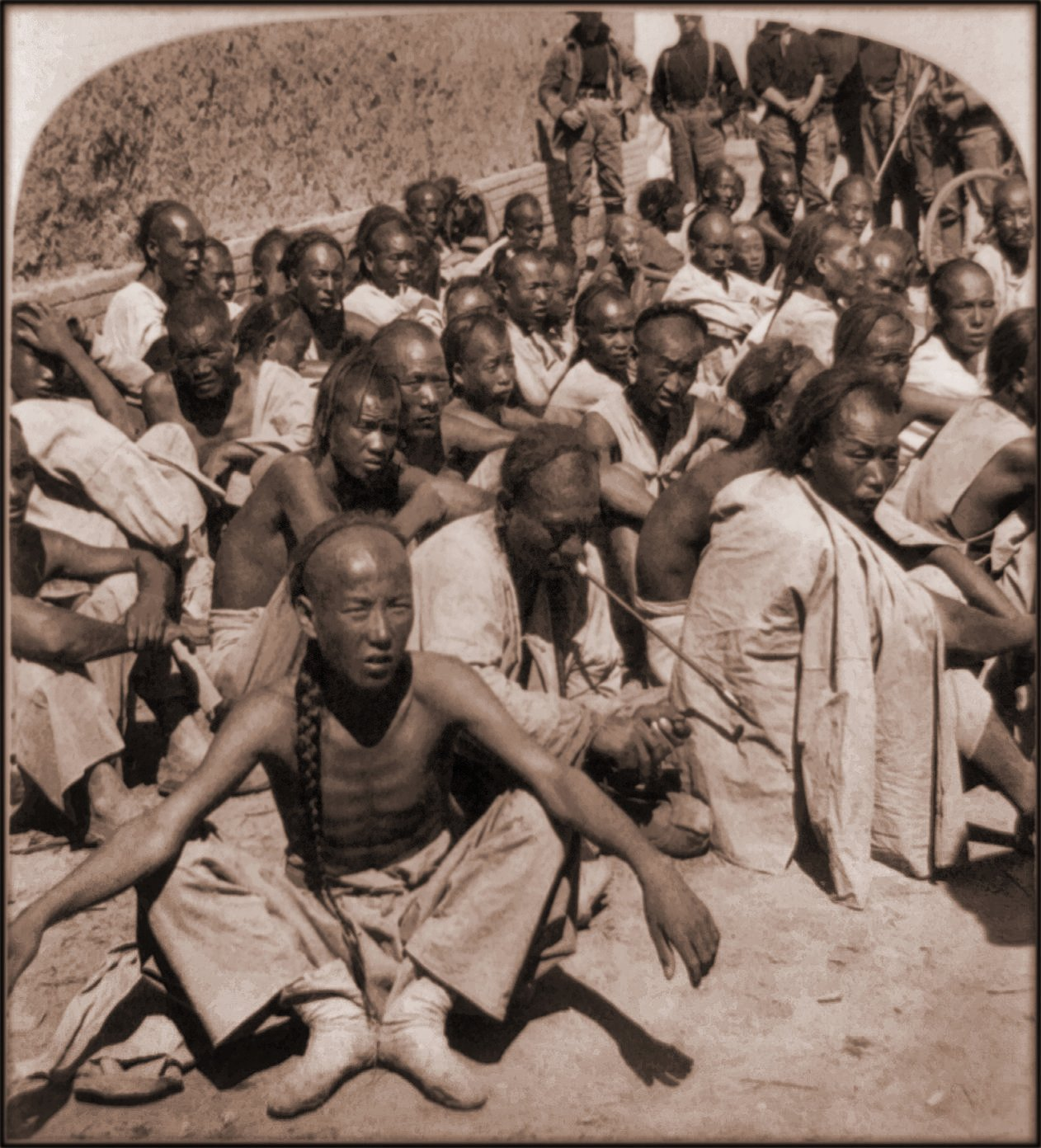
1901年，美國陸軍第6騎兵師在天津抓捕的「拳民」，歷史學家後來認為他們只是旁觀看好戲的民眾，被誤當拳民

- 天津北洼的战斗。“刘十九总时常说，把洋人赶出去，直眼就自然不敢欺负咱们了。”刘呈祥部义和团有一支1200人的洋枪队，“枪是从聂士成军的逃兵那里缴来的。”1900年8月19日战斗打响，据团民祁凤呈回忆：“义和团队伍被鬼子包围了，鬼子的枪弹如雨，许多团民阵亡了。”[1]
- 山西固关的战斗。据路透社1901年4月30日伦敦电，德国东方远征军下属一支80人的分队在山西固关狭隘的山间小路中被武装的中国人或清军伏击，45人阵亡。[96]清军山西忠毅军指挥官刘光才奏折中也提到这次战斗，只不过将德军伤亡夸大为上千人。
- 河北张家口的战斗，据西方新闻报道，进攻河北张家口德军约克伯爵由于冬天住在农村生炉子，睡觉时一氧化碳中毒身亡，随后德军撤军。
- 河北郎庄的战斗

### 各方歷史記載
在美國的歷史記載裡，稱這次軍事解除公使館危機行動為中國解救遠征。中國原稱為八國聯軍。中華人民共和國成立後則稱之為八國聯軍「侵華」戰爭，且改以前主流舆论对义和团的批评为颂扬。不过，中華民國史学界不存在八国联军「侵华」的命题。

#### 英国关于义和团的记载
19世纪末，由于经济发展滞后，贫困不断加剧，加上一系列的自然灾害。义和团运动开始在中国的华北地区出现，而且实力不断增强。到了1898年，反对“外国势力”的保守派思维主导了清朝对外的政策，并且说服义和团拳民停止对满清的反对，团结起来共同对付外国人。山东巡抚将义和团纳入到当地的民兵组织，将他们的从义和团拳民改为义和团民兵。听起来像是半官方性质的组织。此时的清朝官员有一些人相信义和团真的刀枪不入。尽管西方各国抗议，但是满清的统治者慈禧太后很支持发展这样的民间组织。
基督教在中国的传教活动激怒了义和团，尤其是教徒依靠中国传统家庭裙带关系。传教士向地方上的满清官员提出诉求，传教士认为满清的官员在审理民事诉讼和财产纠纷中应该更加照顾底层基督徒的诉求。1899年末，义和团持续攻击在中国的基督徒和西方传教士，引起了西方的不满。1900年6月份，国家救援部队从天津港登陆到达北京，6月13日皇太后慈禧下令满清军队阻止外国部队的前进。此时，义和团在北京烧毁了西方的教堂和外国使馆住宅，并杀死了疑似基督徒的中国人。6月17日，外国部队占领天津沿海的大沽要塞（也称为大沽口之战），以便恢复从天津到北京的交通。第二天，皇太后下令满清军队杀死在华的所有外国人。德国大臣因此被杀死，其他各国外交大臣和家属，以及职员，数百名中国基督徒被困于他们的公使馆和北京的罗马天主教大教堂。
长江中下游地区和华南地区的巡抚无视清政府的命令，并压制其管辖范围内的反外国势力运动。这些地方官员认为，战争不是清政府对外的主导政策，只是在长江以北地区这些骚乱活动比较多。
一支由19000人组成的国家部队（中国称为八国联军），其中多数人来自俄罗斯和日本，也有一小部分来自英国，美国，法国，奥匈帝国和意大利。1900年8月，这支国际部队攻陷了北京，解救了被困的外国人和基督徒并拿回了被抢夺的一些财产。西太后携带天子向陕西省西安方向逃跑，留下几个皇太子与外国人谈判。经过谈判，制定了一个协议，该协议于1901年9月分签署，双方结束敌对关系，并对在华的外国人进行赔偿。

## 辛丑條約

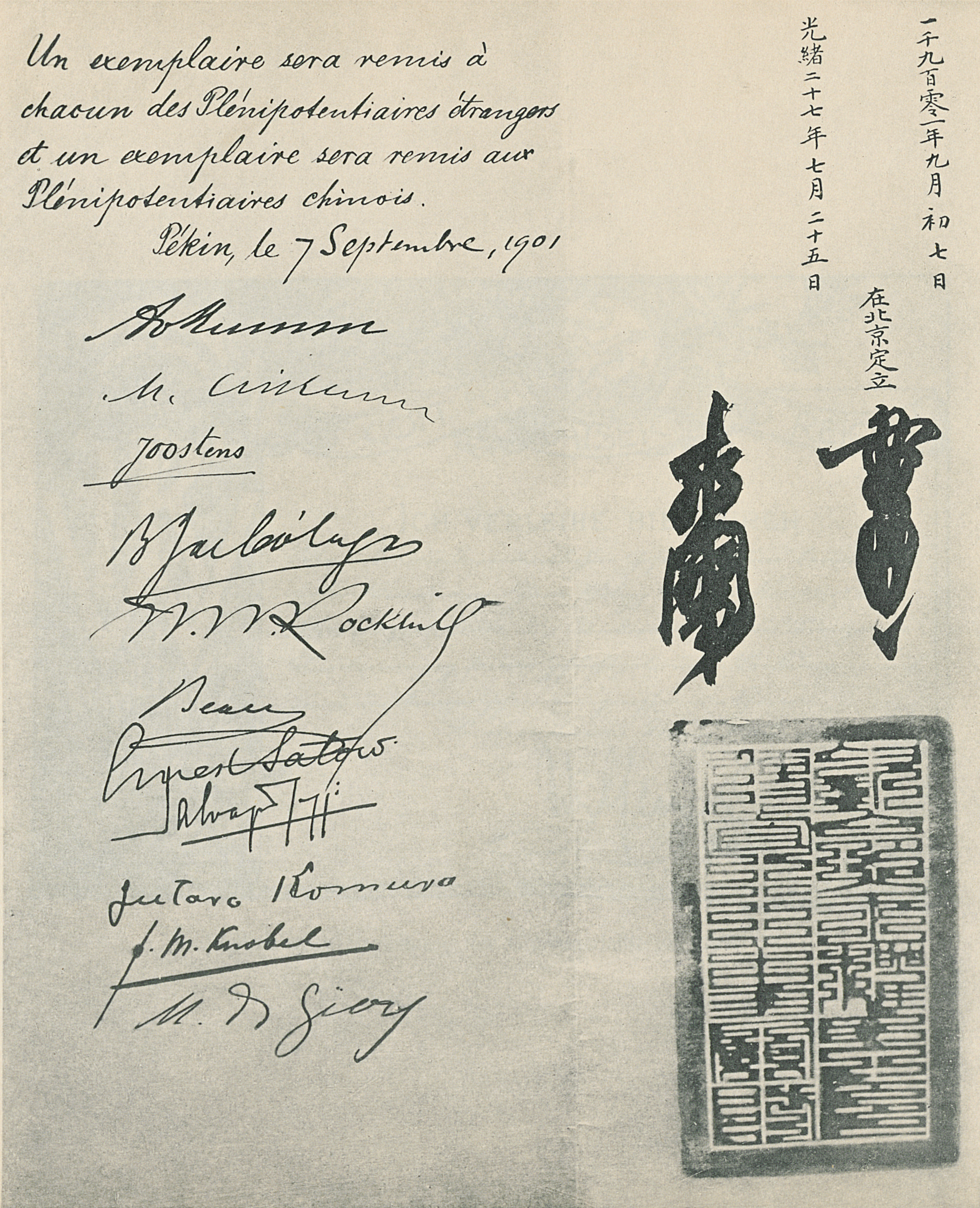
《辛丑条约》

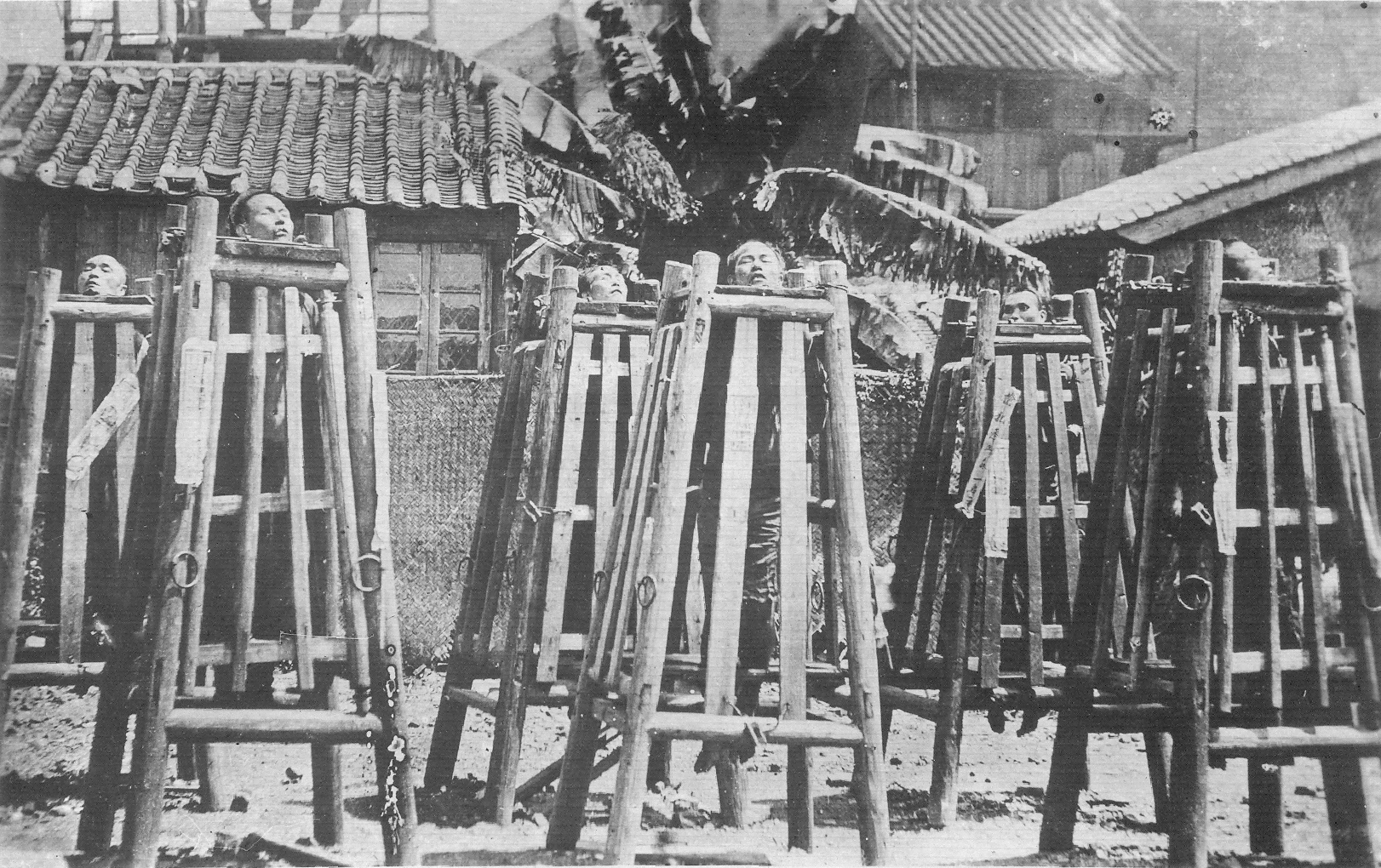
戰後被立枷處死的義和團拳民。

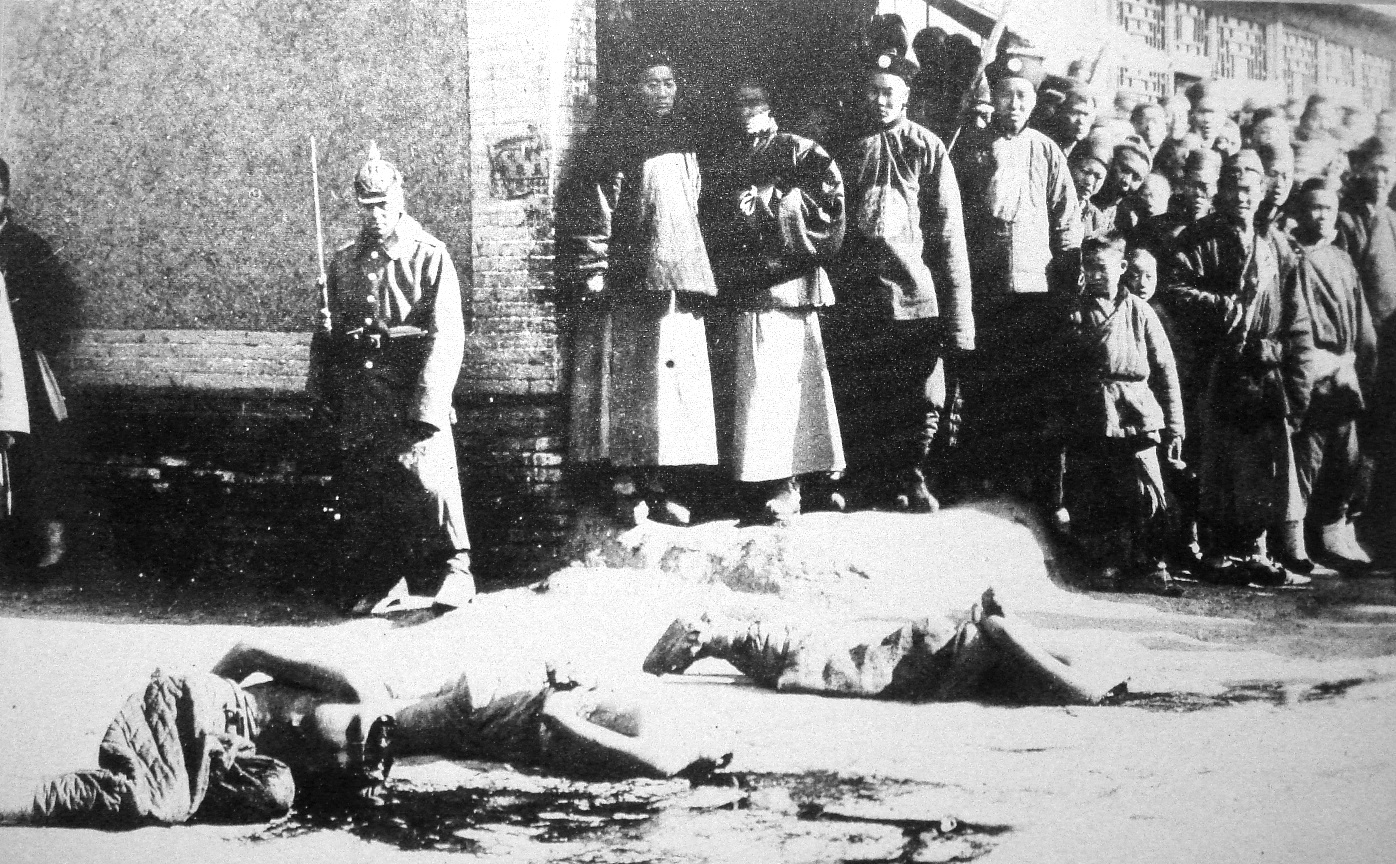
義和團遭處決，一旁有德國士兵駐守。

慈禧太后逃往西安途中，命令各地官兵剿滅義和團。9月7日，慈禧太后發佈上諭，稱「此案初起，義和團實為肇禍之由，今欲拔本塞源，非痛加剷除不可」。同時，慈禧派慶親王奕劻及李鴻章為全權特使，與各國和談。
1900年10月，李鴻章抵達北京，向八個佔領國展開談判。當中俄國志在另約取得中國的東北；但英、美則以商業為重，希望保持在華的貿易利益，對俄國的擴張存有戒心，故此反對各國的領土要求。李鴻章從國際法上，提出義和團為叛逆，慈禧太后之前的宣戰詔令是被挾持之下發出，不承認中國與十一國交戰，事件是外國派兵來華助剿叛亂所引起。故此各國無割地的理據，而中國則只有賠償軍費的義務。最後達成的《辛丑条约》的正式名稱，亦只是一個中國與十一國之間的賠償協定，而並非交戰國之間的正式和約。至今，西方史書仍然以「拳民叛亂」（Boxer Rebellion）來稱呼整個義和團及八國聯軍事件。
慈禧太后一直被視為義和團事件的罪魁禍首，因此李鴻章在「懲辦禍首」的問題上與列強多番據理力爭，最後得到保證，列強在「懲辦禍首」的條款中不提及慈禧太后的名字，變相不再追究慈禧太后在義和團事件中的主要責任。
此外，根据《辛丑条约》的规定，作为战败国的中国，不能在天津市及京津铁路沿线驻兵，袁世凯就从他武卫右军挑了3000人，換上警察制服，接收天津的防務，变相收回了京津沿线主权，這支三千人的部隊就是中国最早的警察隊伍。仅用了半年时间，天津就被外国人描绘成世界上拥有最好的警察制度的城市。
1901年9月7日，清政府簽署《辛丑條約》，需要向各國給予總計4.5億兩白銀的戰爭賠款，分39年償還，史称“庚子赔款”，由關稅及鹽稅中扣付。這個數目的意味著要向每個中國人懲罰一兩白銀。对此申报发表社论说“中国不能保护使臣致惨遭毙……曲诚在我……不得谓外人过于要挟也。”賠款的總值按當時銀價，約為3億330萬美元。這筆賠款金額過於龐大，後來在美国国务卿海约翰和美国驻华公使柔克义、中国驻美公使梁诚、美国传教士明恩溥、美伊利诺伊大学校长詹姆斯的交涉下，美國退還了部分賠款；應付賠款2444萬，美國將當時尚未付足的1078萬從1909年1月起退還幫助中國建立海外留學教育系統。最初稱為「清華學堂」，为留美预备学校，即後來清華大學的基礎。其他收款各国也都陆续模仿这一模式进行了不同程度的退款来进行指定用途的在华文化事业，如英國政府从庚子款中拿出五十万两白银，在山西建立西学专斋，也就是后来的山西大学堂（今山西大学）。这项拨款在李提摩太手里管理十年，十年之后（1910年）又交给了山西省当局。
第一次世界大戰爆发后，北洋政府于1917年8月对德意志帝国和奥匈帝国宣战，并停止向这两国赔付庚子赔款。一战后到1924年中国政府先后与德奥匈俄达成了停付的协定。其他各国也都先后达成了全部或部分庚款退款协定规定将此后收到的庚款用于指定在华事业，1926年5月，英國國會通過退還中國庚子賠款議案（退款用於向英國選派留學生等教育項目），即派斯科塞爾來華制定該款使用細則。1937年中日战争开始起停付日本款，1939年停付法国庚款，1943年国民政府废除一切不平等条约，从此彻底停付。

## 运动中死亡的基督徒

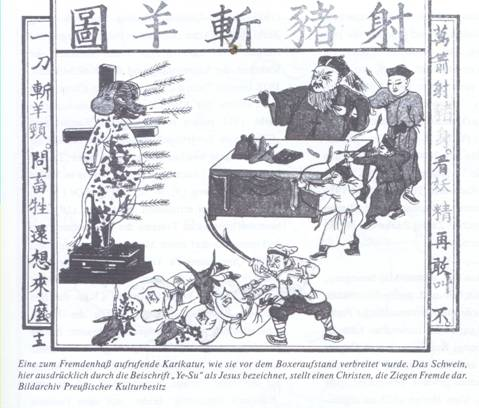
由中国基督徒向德国文化机构提供发表的歷史画，紀錄清朝地方官以弓箭活活射死中国人與斬首教徒等殉道事件。

在義和團運動中，有240多名外國傳教士及2萬多名华人基督徒因此被害死亡（根据教会方面的統計）。
義和團事件中，全國各省，主要是華北的直隸、山西，以及內蒙古和東北，普遍發生針對外國人及中國基督徒的大規模集體屠殺事件。天主教、新教、东正教教职人员及中外基督徒皆有死伤。以下傷亡情況和死亡數字大都根據教會人士的統計，中國官方未有正式史料證實：   
據統計，共有两萬多名中國基督徒（天主教18000人，新教5000人）在1900年夏天的屠殺中死亡，此外还有241名外國人（天主教宣教士53人，新教宣教士及其子女共188人，其中兒童53人）死亡，僅在戴德生创立的内地会工作的新教宣教士中，就有五十八人殉道，此外还有二十一个儿童遭害。但戴德生后来拒绝了清政府为财产损失和人员伤亡作出的赔偿，藉此向中国人民彰显「基督的柔和谦卑」。
- 山西，全省被殺的中國天主教基督徒計據說有5700餘人[111]，新教基督徒也有數千人，其中以戴德生创立的內地會為最多，其他屬於公理會，英國浸禮會等。7月9日，在太原山西巡撫衙門前，山西巡撫毓賢殺死天主教方濟各會宣教士12人（意大利籍艾士傑和富格辣2位主教，3位神父、修士，7名修女）[註 12]，新教宣教士及其家屬子女34人（屬於英國浸禮會和壽陽宣教會，其中兒童11人），共計46人。[114][115]山西是全國仇殺外僑和平居民最多的省份。（詳見：太原教案）
- 內蒙古，7月19日，清軍馬隊攻進蒙古西南教區主教座堂所在的二十四頃地，村內大批天主教基督徒被殺，比利時籍的韓默理主教則被「手足合系，貫以竹竿，」然後「以鐵索穿肩骨，囚以籠」，到處遊街，7月24日，在托克托城被殺[116]蒙古東部教區則發生灤平縣活埋神甫事件。[117]蒙古中部教區除在西灣子（河北崇禮）主教座堂避難的5000多基督徒外，絕大部分（3200多人）被殺。
- 直隸（今河北），由於總督裕祿和臬司廷雍的支持，義和團遍及全省各縣，該省大批天主教基督徒（在清初與清末宣教士的影響下，直隸有相當數量信仰天主教的農村，至今該省仍是中國天主教基督徒最集中的省份）突然面臨死亡的威脅，紛紛在各處天主教基督徒集聚的村莊築堡壘抵抗。7月20日，陳澤霖率領的清軍攻破景州朱家河村，聚集在該村的3000多天主教基督徒與任德芬、汤爱玲兩神父，不分男女老幼，盡戮，[118]是1900年一次性死亡人數最多的屠殺事件。朱家河所在的直隶东南代牧区，共有50575名基督徒，在庚子事变中死亡了5153人，674座大小教堂几乎全部被毁，只有獻縣張莊耶穌聖心主教座堂得以倖存。[119]保定附近的東閭村集中了9000名天主教基督徒在此避難，由於擊退了4萬名義和團的進攻，戰後成為北方著名的聖母朝聖地和中國天主教基督徒最集中的一個村落。
- 奉天（遼寧）被殺的天主教基督徒有1400多人，其中有1名主教，10名神父[117]。7月3日，义和团联合清军摧毁奉天小南门外的耶稣圣心主教座堂，紀隆主教、7名中外神父、以及400余名基督徒全部烧死在堂内[120]。

此外，也有許多與教會無關的中國人被義和團殺害，數量遠超被害基督徒，未有统计（單北京死於義和團手下的民众有數萬人）。

## 影響与后果

### 对於清末政治
義和團運動的结果：慈禧太后打消了廢除光緒皇帝皇位的念頭，但持續訓政；另一方面則延续戊戌变法的思潮，启动了一场政治体制改革——新政，以求避免政府倒台。
在漢族仕紳階級看來，滿人的統治威信大幅下降，東南各省督撫在事件中擅自違令行動，事後反而得到褒獎（即东南互保）。各地的封疆大吏開始出現不受中央控制的政治意向，統一集權的態勢開始解體。十年後，南方革命黨反政府的活動激進化，团结各省新軍於1911年武昌爆發辛亥革命，南方各省直接違抗清政府自行宣佈獨立或觀望。最終袁世凱迫使清帝退位，中華民國得以肇建。而地方政治實力上升所造成的割據局面，導致民國軍閥混戰的政局。

### 对清末经济
义和团对清末经济造成严重损失，不仅倾力破坏华北大地上所有现代化设施，而且导致北方商贸活动迅猛凋敝，负面影响覆盖全球33%以上的国际贸易活动。上海是当时中国对外贸易中心，因拳乱缘故，为免中途意外，举凡天津商人及货物都停滞上海。从外商定购的各类日用洋货如纱、布、药等均堆积如山，无人提取。天津一地的商业阻滞，受影响更严重的是中国北方省份。天津枢纽不运转，则行销于东北乃至北京直隶一带的通货只能囤积上海港口，而且日积月累，越来越多。义和团运动也导致国家税收锐减，银行（钱庄）倒闭。各处钱庄连本金都收不回，倒闭势所难免。北京的钱庄，则有相当数量被烧被毁。

### 列強
俄國乘機佔據了大量東三省領土。俄國對遼東的租借地關東州正式得到承認。俄國的行動威脅英美所希望維持的中國的領土完整及貿易開放（門戶開放）政策；並最終與在遼東和南滿洲東部省份希望擴展勢力範圍的日本衝突。經過兩年的談判，最終雙方關係破裂並在1904年2月爆發了慘烈的日俄戰爭。根据辛丑條約，日本可以在中国一部分地区驻军，保护侨民和交通路线，这为日后的中日冲突埋下了隱患，並最終引發了七七事變。

### 文物
光緒26年（1900年）：義和團圍攻東交民巷外國使館，6月23日，位於英國使館北鄰的翰林院遭縱火，清朝初年就所剩无几的《永樂大典》幾乎全部遭到義和團焚燬，所餘無幾。翰林院內僅存64冊被陸潤庠運回府中（有說永樂大典為八國聯軍燒燬，但此時八國聯軍剛剛登陸大沽，尚未進入北京）。

### 科举停考
1901年6月11日，慈禧太后下詔，停止外僑被「戕害凌虐」的以下45個城鎮文武考試5年：山西省太原府、忻州、太谷縣、大同府、汾州府、孝義縣、曲沃縣、大寧縣、河津縣、岳陽縣、朔平府、文水縣、壽陽縣、平陽府、長子縣、高平縣、澤州府、隰州、蒲縣、絳州、歸化城、綏遠城；河南省南陽府、河內縣、鄭州、光州、陳州府；浙江省衢州府；直隸省北京順天府、保定府、永清縣、天津府、順德府、望都縣、獲鹿縣、新安縣、通州、武邑縣、景州、滦平县；東三省盛京、甲子廠、連山、於慶街、北林子、呼蘭城；陝西省寧羌州；江西省鄱陽縣；湖南省衡州府。

## 评价

### 正面评价
八国联军司令德国元帅阿尔弗雷德·冯·瓦德西的《瓦德西拳亂筆記》：
吾人對于中國群眾，不能視為已成衰弱無德行之人；彼等在實際上，尚含有無限蓬勃之生氣，无论欧美日本各国，皆无此脑力与兵力，可以统治此天下生灵四分之一！
不过这句话之后的1903年又发生了瓜分危机，“由于俄国占了奉天，各国要实行瓜分的政策”。
馬克·吐溫於1900年11月23日，在纽约公共教育协会上发表《我是一名拳民》（又譯《《我也是义和团》）的演讲：
为什么不让中国人摆脱那些外国人？既然我们并不准许中国人到我们这儿来，我愿郑重声明，让中国人自己去决定，哪些人可以到他们那里去，拳民（义和团）是爱国者，我们祝愿他们成功。拳民主张把我们赶出他们的国家，我也是拳民，因为我也主张把他们赶出我们的国家。
列宁的评价：
中国人并不是憎恶欧洲人民，因为他们之间并无冲突，他们是憎恶欧洲资本家和唯资本家之命是从的欧洲各国政府。那些到中国来只是为了大发横财的人，那些利用自己的所谓文明来进行欺骗、掠夺和镇压的人，那些为了取得贩卖毒害人民的鸦片的权利而同中国作战（1856年英法对华战争）的人，那些用传教的鬼话来掩盖掠夺政策的人，中国人难道能不痛恨他们吗？
章太炎
“义和团初起时，惟言扶清灭洋，而景廷宾之师，则知扫清灭洋矣。”“山东士民为义和团，无为衍圣公”。
孙中山
然而义和团的人格，与庚子辛丑以后，一班媚外的巧宦，和卖国的奸贼比较起来，真是天渊之隔。可怪他们还笑义和团野蛮。哼！义和团若是野蛮，他们连猴子也赶不上。
陈独秀在轉向共產主義後完全改變了對義和團的評價：
义和团事件的起因十分明白：一是经济上的原因——农民对于帝国主义侵略的反抗；一是政治上的原因——清廷反动政局趋于极端之结果。若因为参加义和团运动者为全民中之少数，则参加辛亥革命与“五四”运动者，也是全民中之少数，我们决不能只据实际参加者之数量，便否认其质量上代表全民族的意识与利益。文明的绅士学者们，说义和团事件是少数人之罪恶，说列强不应该惩罚到义和团以外的人，不啻是向列强跪着说：我们是文明人，我们不曾反抗；汝们惩罚少数的义和团，不应该皂白不分连累到我们大多数安分屈服的良民。情形如果是这样，还幸亏有野蛮的义和团少数人，保全了中国民族史上一部分荣誉！
毛泽东《建国以来毛泽东文稿》第十二册 对《爱国主义还是卖国主义？》一文的批语和修改（1）（一九六七年三月二十三日）
“究竟是中国人民组织义和团跑到欧美、日本各帝国主义国家去造反，去“杀人放火”呢？还是各帝国主义国家跑到中国这块地方来侵略中国、压迫剥削中国人民，因而激起中国人民群众奋起反抗帝国主义及其在中国的走狗、贪官污吏？这是大是大非问题，不可以不辩论清楚。”
周恩來
義和團運動是中國人民顽强地反抗帝國主義侵略的表现，他們的英勇鬥爭是五十年後中國人民偉大勝利的奠基石之一。
戚本禹
義和團的英雄們，在祖國處於被帝國主義瓜分的嚴重時刻，挺身而出，高舉反帝愛國鬥爭的革命大旗，同帝國主義強盜及其走狗進行了英勇鬥爭...義和團的英勇鬥爭，是中國人民的光榮和驕傲，是五十年後中國人民偉大勝利的奠基石之一。它使侵略者親自嘗到了中國人民鐵拳的滋味，粉碎了帝國主義“瓜分”中國的迷夢。
1900年6月19日, 德国社会民主党的机关刊物《前进报》发表社论《铁拳》, 称赞义和团是“中国的起义者”, 还特别强调:“中国在其维护本国的领土和民族特点的斗争中, 应同布尔人一样得到一切具有政治道德的朋友的同情。”
曾支持孙中山革命的日本人宫崎滔天, 在1900年10月4日至18日的日本《二六新报》上, 发表名为《独酌放言》的长文。该文借一位嗜酒的“无赖道士”对客人酒后“放言”, 表达了宫崎滔天自己的思想。无赖道士告诉客人一些作王的心得体会，说:“你要像爱自己一样去爱支那人, 你只有像支那的爱国者那样去同情支那的国情, 你才能拥有作王的资本。”客人说:“支那已被瓜分, 当不成王了”。无赖道士说:“这种想法可要不得，如果遭到为白人所瓜分的灾祸，那作为支那人, 你将怎么办？你不生气吗？生气，当然要生气，生了气又怎么办？那就只有当义和团了，当义和团。当了又有什么！说什么混帐话。马上去当义和团, 那是人的天真自然的感情嘛！就是你最好的方策嘛! ”可见在宫崎滔天看来，面对列强的瓜分，像义和团那样奋起反抗是“天真自然的感情”, 是“最好的方策”。

### 负面评价
蔡元培在1916年说：“满洲政府，自慈禧太后下，因仇视新法之故，而仇视外人，遂有‘义和团’之役，可谓顽固矣。”（《华工学校讲义》）
李大钊在他著名的宣言性论文《东西文明根本之异点》（1918年7月1日）中说：“时至近日，吾人所当努力者，惟在如何吸取西洋文明之长，以济吾东洋文明之穷。断不许以义和团的思想，欲以吾陈死寂灭之气象腐化世界。”
陈独秀在发表在《新青年》上的《克林德碑》一文，更是全面分析了义和团运动在五个根本方面反时代潮流的特征，陈独秀最后总结说：“照上列的事实看起来，现在中国制造义和拳的原因，较庚子以前，并未丝毫减少，将来的结果，可想而知。我国民要想除去现在及将来国耻的纪念碑，必须要叫义和拳不再发生；要想义和拳不再发生，非将制造义和拳的种种原因完全消灭不可。现在世上是有两条道路：一条是向共和的科学的无神的光明道路；一条是向专制的迷信的神权的黑暗的道路。我国民若是希望义和拳不再发生，讨厌克林德碑这样可耻的纪念物不再竖立，到底是向哪条道路而行才好呢？”「義和拳就是全社會種種迷信種種邪說的結晶。」
華人歷史學家唐德剛指出，義和團的行為除了殺害無辜的外國人外，也直接造成許多無辜的中國人受害，而且針對對象也包括光緒帝（所謂一龍）、李鴻章、奕匡（所謂二虎）、京官大臣（所謂十三羊，或謂三百羊，宣稱京官除十八人外全應殺），除屠殺外，也姦淫據掠，无法无天，其不人道處比八國聯軍更甚，實屬野蠻殘暴。如據當時記載：“城中日焚劫，火光连日夜……夙所不快者，即指为教民，全家皆尽，死者十数万人。其杀人则刀矛并下，肌体分裂，婴儿生未匝月者，亦杀之残酷无复人理”，“京师盛时，居人殆四百万。自拳匪暴军之乱，劫盗乘之，卤掠一空，无得免者。坊市萧条，狐狸昼出，向之摩肩击毂者，如行墟墓间矣。”「義和團之殺教民毛子也，備諸酷虐，剉舂，燒磨，活埋，炮烹，支解，腰殺，殆難盡述。京西天主堂墳地，悉遭發掘，若利瑪竇，龐迪我，湯若望，南懷仁諸名公遺骨，無一免者。勝代及本朝御碑，皆為椎碎。保定屬有張登者，多教民，團匪得其婦女，則挖坑倒置，填土露其下體，以為笑樂。」天津之战开始后，一些拳民看见远处有个妇女在跑，就大喊道：“直眼往何处逃？”她听到后跪在地上说：“我非直眼，乃某处某人之妻也。”拳民说：“尔额有纹，安能讳耶？”随即把她拖至坛门外杀掉。
歷史作家金满楼表示，义和团的口號是扶清滅洋，“洋”代表了與西方有關係的一切人和事物，因此都在消灭的范围内，这其中既包括信教的洋人和不信教的洋人、“洋教”、與洋教有關係的中國教民，也包括從西洋傳來的西药，洋布，等等。杨典诰在《庚子大事记》中说：“自教堂教产烧毕后，所有城内外凡沾洋字各铺所储洋货，尽行毁坏，或令贫民掠取一空。并令住户人等，不得收藏洋货，燃点洋灯。于是家家将煤油或箱或桶泼之于街。又传言杀尽教民后，将读洋书之学生一律除去，于是学生仓皇失措，所有藏洋书之家，悉将洋书付之一炬”。仲芳氏也在《庚子记事》中说：“又哄传各家不准存留外国洋货，无论巨细，一概砸抛，如有违抗存留，一经搜出，将房烧毁，将人杀毙，与二毛子一样治罪。”由于洋货在很多方面确实为老百姓提供了方便，因此商人为免毁坏，就给洋货或者带“洋”的货品改名换姓，譬如“洋药”改称“土药”，“洋布”改称“土布”或者“西布”，“洋货铺”改称“广货铺”。六月十六日上午十一时许，一队团民巡行到大栅栏老德记药房前，发现这里出售洋货，即纵火焚之。仲芳氏《庚子记事》载：“义和团焚烧前门外大栅栏老德记大药房，不意团民法术无灵，火势猛烈，四面飞腾，延烧甚凶。计由大栅栏庆和园戏楼延及齐家胡同、观音寺、杨梅竹斜街、煤市街、煤市桥、纸巷子、廊房头条、廊房二条、廊房三条、门框胡同、镐家胡同、三府菜园、排子胡同、珠宝市、粮市店、西河沿、前门大街、前门桥头、前门正门箭楼、东荷包巷、西荷包巷、西月墙、西城根。火由城墙飞入城内，延烧东交民巷西口牌楼，并附近铺户数家。自清晨起，直至次日天晓始止，延烧一日一夜。”“义和团在老德记大药房将火点起，令四邻焚香叩首，不可惊乱。及至延及旁处，团民不许扑救，仍令各家焚香，可保无虞，切勿自生慌扰。既至火势大发，不可挽救，而放火之团民，已趁乱逃遁矣。是以各铺户搬移不及，束手待焚，仅将账目抢护而已。”李希圣在《庚子国变记》里说，这次大火“焚正阳门外四千馀家，京师富商所集也，数百年精华尽矣。延及城阙，火光烛天，三日不灭。”
史學家马洪林等表示，义和团相信天灾频仍（1899年1900年的旱灾）是基督宗教造成的，久旱无雨意味着天上神灵遭到了教堂和教民的亵渎，认为只有推倒教堂，扫平洋人和教民，才能感动上天降雨。义和团降神附体，念咒画符，如“避枪炮火咒”、“请神咒”、“请师咒”、“护身咒”。拳民战斗时都要口念咒语，祈求各路神仙“神灵附体”、“显灵护身”。他们请的神大多來自於章回小說與民間故事：有周朝太公望、战国鬼谷子、汉寿亭侯关羽、無生老母、三清、玉皇大帝、如来佛祖、弥勒菩萨、观世音菩萨、二郎神、哪吒、唐三藏、孙悟空、天蓬元帅猪八戒、济公、张天师等，甚至一些幾乎無人祭祀，只在說書中出現的鸿钧老祖、通天教主、驪山老母、唐朝樊梨花、宋朝穆桂英、金刀圣母、柳树精、黄三太等等。义和团相信他们打的是神鬼之仗，是神灵与妖鬼的战争。团民坚信自己代表神，那么洋人、教士及教民作为神的对立面，也就理所当然地被看做是鬼。所凭借的是法术，而不是人力。但义和团相信女人裸体、女人的秽物（便溺、经血、月經布等）的陰門陣会破解他们的避炮的法术。“各洋樓架大砲甚多，每砲皆有一赤身婦人跨其上，所以避砲之法不能行”。崇信拳匪者傳云：「義和拳與洋人合仗，洋人不能敵，忽洋人軍隊中有一婦人赤體立，義和拳法術被破，不敢前進」。團每戰必敗，或問故？團曰：「每戰輒見洋人隊中，有赤身婦人立於陣前，致法術為其所破」。“西十庫開仗，忽有赤身婦女走出，團民受傷者眾，樓周圍挂婦人皮，并各穢物，以致團民難以得勝，東交民巷亦用此法”。團民欲燒毀西十庫教堂，卻意外波及了附近的數處民居，教堂絲毫未損，對於這種結果，團民們普遍的解釋是：“此處與別處教堂不同，堂內牆壁，俱用人皮黏貼，人血塗抹，又有無數婦人赤身露體，手執穢物站於牆頭，又以孕婦剖腹釘於牆上，故團民請神上體，行至樓前，被邪穢所沖，神既下法，不能前進，是以難以焚燒。女體是污穢的觀念使得婦女成為團民眼中畏懼的對象；为防污秽，义和团禁止妇女出门，不知此令而出门被杀的妇女甚多。團民認為唯有「紅燈照」才能反制女性這種厭勝能力，所謂：「須待紅燈照來時方可，紅燈照盡是少女幼婦，故不畏髒穢之物耳」；又說：「一切軍器皆不畏懼，槍砲遇之即不能燃，義和團法術雖大，然尚畏懼穢物，紅燈照則一無所忌，與義和團聯合一氣」。
參與八國聯軍進攻北京的美國陸軍第二指揮詹姆斯‧威爾遜少將在回憶錄中說:「(义和团运动)本質上是愚昧迷信與覺醒進步之間的衝突，它威脅了每一個在(清)帝國境內的外國人的生命與財產，外交人員與傳教士也不例外。」
康有为《拳匪头王培佑超升京尹论》:
那拉后、端王、庆王、荣禄、刚毅、赵舒翘，此六人者结通团匪，以戕杀西人，欲拳之平，非去主使拳匪、任用拳匪之人不可。
梁启超《中国积弱溯源论·积弱之源于风俗者》：
“夫今日拳匪之祸，论者皆知为一群愚昧之人召之也。然试问全国之民庶，其不与拳匪一般见识者几何人？全国之官吏，其不与通拳诸臣一般见识者几何人？国脑不具，则今日一拳匪去，明日一拳匪来耳”。
严复1902年发表于《大公报》的《主客平议》一文：
嗟呼！庚子妖民愚竖，盗兵潢池，其遗祸国家至矣，然而其中不可谓无爱国者。特愚妄愤戾，而其术又纯出于野蛮，此其所以终被恶名，而无以自解于天下。呜呼！亦可伤已。
秋瑾《精卫石》：
“义和拳酿成大祸难收拾，外洋的八国联军进北京。”
邹容《革命军》：
“有野蛮之革命，有文明之革命。”“野蛮之革命有破坏，无建设，横暴恣睢，知足以造成恐怖之时代，如庚子之义和团，意大利加波拿里，为国民添祸乱。”
蔣中正對義和團持負面評價。1957年5月24日發生劉自然事件導致美國駐中華民國大使館被攻擊事件後，據蔣經國日記於29日所載：「十時出席總動員月會，父親曾痛心責備搗毀美使館之事件，謂過了六十年尚不能接受義和團的亡國教訓，殊實可嘆，並認為此乃最大之國恥。當晚拜見父親，父親嚴責處理案件之遲緩。」:49
余英時認為：
如果没有官方正式支持，不可能有义和团事件，也不可能有“八国联军”。八國聯軍「侵略中國」這個說法是中国共产党修改的历史。我们中国一向有一个舆论（传统），就是你只要跟外国人一发生矛盾，你必须毫不含糊毫不打折扣地仇外。如果你稍微说几句公道话，说外国人有外国人的道理，你不能随便不尊重外国人的习惯，那你马上就被看成“二毛子”、“汉奸”。
袁伟时认为：
大陆历史教科书对义和团的评价是有意美化的，义和团也没有真正意义上的反帝和反封建。
李文海称义和团运动中除了多伤人命之外，中国人经济财产也遭受巨大损失。例如，义和团在北京前门外大栅栏点火焚烧老德记洋货铺和屈臣氏洋药店，结果烈火乘风势迅速蔓延，一把火烧掉了附近的商铺1800余家，民居7000余间。

### 正负兼顾的评价
孙中山：大东书局《三民主义浅说》《民权初步·第五讲》
像庚子年发生义和团，他们的始意是要排除欧美势力的，因为他们要排除欧美的势力，所以和八国联军打仗，当时所用的武器便是大刀。要用大刀去抵抗联军的机关枪和大炮，那种举动就是当时中国人对于欧美的新文化之反动，对于他们的物质进步之抵抗，不相信欧美的文化是比中国进步，并且想表示中国的文化还要好过欧美。就那次战争的情形而论，西摩有几句批评说：照当时义和团之勇气，如果他们所用的武器是西式的枪炮，那些联军一定是全军覆没的。但是他们始终不相信外国的新式武器，总是用大刀、肉体和联军相搏，虽然被联军打死了几万人，伤亡枕藉，还是前仆后继，其勇锐之气殊不可当，真是令人惊奇佩服。所以经过那次血战之后，外国人才知道中国还有民族思想，这种民族是不可消灭的。不过庚子年的义和团，是中国人的最后自信思想和最后自信能力去同欧美的新文化相抵抗。由于那次义和团失败以后，中国人便知道从前的弓箭刀戟不能够和外国的洋枪大炮相抵抗，便明白欧美的新文明的确是比中国的旧文明好得多。
李大钊：《大英帝国主义者侵略中国史》，《李大钊文集》第5卷
义和团本以民族革命运动，即帝国主义侵略中国北方后，社会经济上发生变动，以先之油灯，尽成洋油势力，机声、纺织声都被洋布压下，中国人愤恨之结果，造成一呼即应之义和团。不过农民知识简单，对于事情不能观察，起一种仇洋的观念，于是弃洋枪大炮而不用，全以中国东西来抵御，而乡间所奉为惟一武器之孙悟空、关羽等神，遂相继出而应战矣。后卒以外人之压迫而消灭，更有八国联军之最大坏果，使中国人永远不能抬头。
陈独秀：
他们指责义和团号召扶清灭洋及依托神权是顽旧迷信，他们忘记了今日的中国仍旧是宗法道德、封建政治及神权这三样东方的精神文化支配着！义和团诚然不免顽旧迷信而且野蛮，然而全世界（中国当然也在其内）都还在顽旧迷信野蛮的状态中，何能独责义和团，更何能独责含有民族反抗运动意义的义和团！

## 文艺作品
1963年的電影《北京55日》以义和团圍攻北京外國使館為題材。《北京55日》於西班牙拍攝，由於拍攝需要數千名中國演員，電影公司從西班牙全國各地幾乎把找到的中國人都拉來排戲了。這樣的結果導致在電影拍攝期間西班牙全國的中國餐館幾乎都關閉，因為餐館員工（通常是業主）都被電影公司所僱用。電影公司僱用了如此多的中國人以致在幾個月的時間內，西班牙全國幾乎找不到中國餐館吃飯。
1975年，香港的邵氏兄弟拍攝了一部反映此事件的電影，名為《八國聯軍》（Pa kuo lien chun），導演張徹使用高預算拍攝了一個關於覺醒與復仇的大場景故事。《八國聯軍》描述了拳民的追隨者因受欺騙而相信他們刀槍不入水火不傷。電影的武術導演是劉家良，由傅聲主演。
九场京剧《红灯照》，1977年由中国京剧院四团演出，吕瑞明、阎肃编剧，杨秋玲、刘长瑜等主演。此剧在1979年荣获文化部颁发的建国三十周年献礼演出剧本创作一等奖，演出一等奖。并被改编为话剧、评剧、豫剧、淮剧、山东梆子、秦腔、越剧、陇剧等剧种演出。
1985年，台灣表演工作坊舞台劇《那一夜，我們說相聲》段子四：記性與忘性（北平1925），主角王地寶（李立群飾演）闡述此事件經過，亦參考這段史事作為故事片段。
1986年，中國大陸作家馮驥才關於義和團運動的小說《神鞭》被改編成電影，著名演員陳寶國參演。電影的主人公「傻二」的辮子神力無比，可作為傷人利器，被稱為「神鞭」。傻二亦憑借這項才能加入了義和團。在一次和「洋人」的戰鬥中，傻二的戰友大都陣亡，傻二的辮子也被洋槍打斷，此後傻二一度陷入消沉。但在故事的結尾，傻二剪掉了辮子，變成了一位神槍手，繼續和外國勢力作鬥爭。傻二有一句總結全劇主旨的名言：「祖宗的東西再好，該换的时候也得换换」。
1992年香港導演徐克所拍攝電影《黃飛鴻之男兒當自強》，亦參考這段史事作為故事背景。但片中影射義和團作亂的白蓮教實際上也遭其迫害。
1993年香港導演徐克所拍攝電影《黃飛鴻之王者之風》，亦參考這段史事作為故事背景。
1995年尼爾·斯蒂芬遜（Neal Stephenson）寫了一部後數字朋客小說《鑽石時代》（The Diamond Age），義和團拳民在2100年代的上海佈置中被含糊提及。
1999年，日本演劇實驗室萬有引力所首演的《怪人傅滿洲》（怪人フー・マンチュー）也以這段史事作為故事背景。
2008年，中国著名作家，诺贝尔文学奖得主莫言出版的长篇小说《檀香刑》所叙述的故事以义和团运动为背景。
2013年，Irrational Games出品的电子游戏《生化奇兵：无限》中包含了义和团运动的历史要素。游戏中的天空城“哥伦比亚”曾在义和团运动期间飞临并炮击北京城
2015年，香港电视广播有限公司拍摄制作的清装医学电视剧，《末代御医》对义和团运动作出负面描述。

## 時間軸
1900年1月24日，慈禧太后以光绪皇帝名义颁诏，称其不能诞育子嗣，乃收继端郡王载漪之子，15岁的溥俊为义子，称大阿哥，史称己亥建储。外国公使们都拒绝入宫朝贺，明显反对慈禧太后罷黜光绪皇帝，让慈禧太后大为不悦
1月27日（当日为农历腊月二十七），英、美、德、法等在华公使第一次联合照会，要求慈禧太后取缔义和团。慈禧太后極為愤怒。
4月20日，保定清苑义和团与基督徒大规模械斗，“拳民与基督徒各聚多人，竟自械斗，势甚凶猛”。
5月12日，保定涞水义和团与基督徒大规模械斗。
5月22日，义和团戕杀前来平定械斗的清军将领杨福同。
5月27日，数万义和团进入距北京仅有五十多公里的涿州，之后攻打涿州和北京之间铁路沿线的车站、桥梁及电报设施。
5月29日，义和团焚烧北京近郊的丰台车站。车站、车厢、商店、皇室专列全部被烧。
5月31日，在慈禧太后同意下，337名外國水手及陸戰隊員登岸，乘火車於當晚抵京，一说6月1日抵京，防衞使館區。另外89名德國及奧國陸戰隊員於6月3日抵京。
6月5日，慈禧太后派刑部尚书兼顺天府尹的赵舒翘，及都察院左副都御史何乃莹前往涿州考察义和团。吏部尚书刚毅惟恐赵舒翘的汇报结果不利于义和团，于6月6日也赶往涿州。其实赵舒翘经考察已明显看出义和团所谓“神功”皆為虛假，但刚毅却力言神功“可恃”。
6月6日，晚，在荣禄的再三恳求下，慈禧太后召集各王公大臣，讨论当时的紧急形势。在此会议上，端王载漪、刚毅、启秀等人声称义和团是忠心于国的义民，可以用来抵御西人。
6月7日，在太后慈禧许可之下，大批拳民开始进入北京。
6月8日，义和团在北京外城举行大示威，崇文门、正阳门和宣武门外喊声冲天。
6月9日，董福祥率甘军进入北京，驻守永定门。英国驻华公使窦纳乐透过电报向西摩尔称，北京城内局势每小时正在恶化，要求西摩尔为进军北京作好预先安排。
6月10日，慈禧委派端郡王載漪出任總理各國事務衙門大臣。越来越多的义和团拳民陆续进入北京，最多时北京的拳民超过十万。是日起，北京東交民巷外國使館區對外通訊斷絕。各国急商，增派一支由2157名各国海军及海军陆战队人员（英军916人、德军540人、俄军312人、法军158人、美军112人、日军54人、义军40人、奥匈军25人）组成的援军入京，由英国海军中将爱德华·霍巴特·西摩尔任联军司令，美国海军上校麦卡加拉为副司令、俄国上校沃嗄克任参谋长。
6月11日，联军从塘沽搭火车出发，经天津前往北京保卫使馆。火车开至杨村，开始遭到清军聂士诚部和义和团的抵抗。同日，日本駐華使館書記杉山彬在北京永定门内被剛調入京的董福祥甘軍殺害，被開腹剖心。
6月12日，联军边修路边缓缓前进。至14日在廊坊车站遭到聂士成之武卫前军和义和团的顽强抵抗。16日，联军放弃由铁路进京计划，决定改走水路由白河前往北京，先返回杨村，然后在该处组织乘船进京。18日，联军撤回天津紫竹林租界。清政府称此役为廊坊大捷。
6月12日，两名义和团民乘骡车从使馆前的马路经过，他们并未攻击使馆，而德国公使克林德却冲出使馆向他们进攻，拘捕其中一人。
6月13日，義和團進入內城，當天燒燬孝順胡同亞斯立堂、雙旗竿（今外交部街西口外）倫敦會、八面槽（王府井）天主教東堂、燈市口公理會、東四五條西口的美國福音堂、交道口二條長老會、鼓樓西鴉兒胡同長老會、西直門內天主教西堂、西四羊肉胡同基督教堂、石駙馬橋安立甘會、宣武門內天主教南堂共11所教堂。有3,200名天主教徒逃入（有42名法兵保护）天主教北堂，2,000多名基督徒逃入東交民巷的使館區。拳民在北京放火燒掉教堂和一切與西洋有關的事物。义和团在意大利、奥地利使馆附近焚烧教堂，使馆駐軍到使馆外向义和团开枪。
6月14日，曹福田率领义和团数千人，从西门进入天津，直隶总督裕禄率领百官亲自出迎。义和团在天津城西吕祖堂内设总坛口，又在老爷庙、老母庙、玉皇庙等处设立分坛。义和团焚烧鼓楼东仓门口教堂，蔓延到附近二十家，又焚烧鼓楼西的伦敦会教堂。6月27日，张德成率领“天下第一团”5000人开进天津。
6月14日，北京方面，义和团“焚烧顺治门（宣武门）大街耶稣堂”，“顺治门内天主堂，并施医院两处，又焚烧西城根拴马桩、油房胡同、灯笼胡同、松树胡同教民之房屋百间，砍杀男女基督徒无数”。据窦纳乐记载，这天夜间，义和团对使馆哨兵“进行了好几次攻击”，但都被“轻易地击退”。
6月15日，慈禧太后曾一度傳旨，令在任兩廣總督的李鴻章，及山東巡撫袁世凱速入京。
6月16日，義和團燒燬前門老德記西藥房，而附近約千家商舖受波及而被燒成廢墟，正陽門樓、北京24家鑄銀廠也遭燒燬。拳民同時四處破坏教堂攻击基督徒，莊王府前大院被當成集體大屠殺的刑場。除了屠殺基督徒外，義和團更濫殺無辜，誣指許多市民（包括許多婦女兒童）為白蓮教而燒死戮死，如據當時目擊者記載：“乡民适趋市集，七十余人悉絷以来；伪饰优伶冠服儿童戏物，指为白莲教；下刑部一夕，未讯供，骈斩西市。有妇人宁家，亦陷其中，杂诛之，儿犹在抱也”；也有被公報私仇而殺者，如扶持義和團的莊親王載勛、端郡王載漪的好友副都統神機營翼長慶恆一家大小十三口因被尋仇於七月初被全部殺害。而義和團民的不同派別也互相武鬥殘殺。義和團、京師禁軍和甘軍也肆意姦殺婦女，不計其數。除了屠殺姦淫外，義和團及清軍也擄掠洗劫商戶平民，並將贓物公開拍賣。當時的權貴之家也不能幸免，如吏部尚書孫家鼐、大學士徐桐的家都被搶掠，徐桐（時年八十）更被義和團民拖出批鬥。是日慈禧太后召開第一次御前會議後，一度發出勒令解散拳民的上諭。
6月，山西義和團焚燒教堂，山西巡撫毓賢登高望到火光稱「天意也」並禁止清軍救火，有英國教士逃出，對群眾說「昔晉省大（旱），吾輸財五六萬，活數千人。今獨不能貸一死耶？」被清軍殺害。一英國婦女抱著兒子跪下，說她施醫每年救活數百人，請求饒過她和兒子。被士兵擊倒，和兒子一起推入火中活活燒死。7月，毓賢派士兵守太原城門，禁止教士出入，又將教士老幼囚禁在鐵路公所。7月9日，毓賢將這幾十名教士及其家屬婦孺押至撫署，殺害英國教士及家屬男女老幼三十餘人及僕役二十餘名，梟首示城門，剖心棄屍，積如丘山。又驅趕法國天主堂修女二百餘人，至桑棉局，迫令背教，皆不從。毓賢下令斬為首二人，令修女飲兩人的血，有十六人將血飲下。毓賢下令將這十六人縳懸高處，迫其他人背教，皆不從。清軍士兵又掠走貌美的修女幾十名，但都不屈，最後全被殺害。
6月17日，天津大沽炮台失守。京城召开第二次御前会议：荣禄递交的外国使团勒令慈禧太后还政于光绪皇帝的照会（系载漪伪造），让慈禧太后愤怒至极，完全否决了光緒皇帝主和主张，慈禧太后做战前动员，令载勋出任步军统领九门提督，载勋、刚毅、载濂、载漪、载澜统率义和团。光绪皇帝焦急地走下龙椅拉着许景澄的手说：“你做驻外使节多年，对西方比较了解，说实话大清国能否战胜列强？”许景澄流着眼泪说：“皇上要我说实话，我不敢欺骗皇上，据臣所知，其任何一国的实力都在大清国之上，对八国用兵须格外审慎。”慈禧太后听后勃然大怒。
6月18日，第三次御前会议：讨论是否攻打使馆，光緒皇帝已经丧失了发言权，对外宣战的呼声前所未有的高涨。
6月19日，第四次御前会议：发最后通牒，限外国人24小时离开北京，会议不再给官员们讨论的机会，而强行作出了对外宣战的决定。清政府总理衙门照会各国驻华使节“限二十四点锺内各国一切人等均需离京”。当晚，各国公使联名致函总理衙门，以路途安全无保障为由，要求延缓离京日期，并要求次日上午9时前给予答复。
6月20日上午，德國駐華公使克林德代表各國前去總理衙門问询，途中被清兵开枪擊毙（由於克林德曾經槍殺義和團眾，此次行為被認為是報復），釀成戰爭的導火線。第五次御前会议上，慈禧太后决定开战，數千名義和團和清軍随即包圍東交民巷使館區。下午4点，清军首先向奥地利使馆开火。使館區內被圍人數約3,000人，當中約2,000為尋求保護之華人；400人為外國男性平民，147名婦女及76名小童。另有士兵、水兵及陸戰隊共409人，武裝有3挺機鎗及四門小口徑火炮。各國在準備以武力解救使館的同時，各使館築起防禦工事，由英國公使竇納樂負責指揮抵抗。
6月21日，按照慈禧太后的旨意，清政府以光绪皇帝的名義，向“彼等”（并未列出“英、美、法、德、意、日、俄、西、比、荷、奧等十一國”）同時“宣戰”。實際上皇室只曾向清室臣下下達一份谴责西人和表达决心的诏书，而該詔書未曾按現代外交慣例，交予外國使節。慈禧太后向各國宣戰的同時，也懸賞捕殺洋人，規定“殺一洋人賞五十兩；洋婦四十兩；洋孩三十兩”。
6月23日，翰林院遇火。
6月25日，在載漪、載勛、載濂、載瀅四兄弟的率领下，義和團一行六十多人直奔瀛台欲弒光緒皇帝，被慈禧太后阻止而未果。
事件最終演變為國際軍事衝突，在事件平息之前，約有45,000名來自日本、美國、奧匈帝國、英國（英軍主要為印度人為主的英属印度的軍隊，亦包括英在威海衛訓練的由中國人組成的中國兵團）、法國、德國、意大利及俄國的八國聯軍以及中立但受影響的比利時和西班牙、反抗拳亂的清軍與義和團拳民對戰。7月至8月進軍北京的聯軍指揮官是俄國將軍尼古拉·連納維奇。
6月27日，主和的大臣許景澄及袁昶聯銜上奏，請殺主戰派，而再後殺兩人以謝主戰派。
7月8日，李鴻章被朝廷任命為直隸總督兼北洋大臣，要求他上京履新，7月17日李鸿章从广州乘船北上，10月10日抵京。
7月9日，联军进攻天津城南八里台，聂士成阵亡。
7月13日，联军向天津城发动总攻。
7月14日，聯軍攻克天津城；直隸總督裕祿兵敗後自殺。
7月27日，刚毅李秉衡联名参劾许景澄和袁昶与外官私信，妄议慈禧受愚，慈禧下令逮捕二人。
7月28日，許景澄及袁昶被慈禧太后處死。
7月30日，八国联军在天津成立天津都统衙门。
8月4日，聯軍向北京推進，沿途並沒有遇到真正有力的抵抗。當時沿途的清兵和義和拳民估計有15萬之多，而聯軍總數開始時僅3萬多人（後來有所增加）。時值8月，氣候炎熱而潮濕，加上沿途濃密的玉米地形成天然屏障，為進軍增添了種種困難。
8月11日，慈禧太后處死主和的大臣聯元、立山及徐用儀。此三人與之前被殺的許景澄、袁昶號稱庚子被禍五大臣。
8月14日凌晨，聯軍自通州攻打北京，董福祥率军在广渠门与英国军队作战，下午2时，广渠门被攻占，董后撤至东便门、朝阳门、正阳门一带继续抵抗，禁軍潰敗。董福祥從彰儀門撤走，撤走時縱兵搶掠。
8月15日，第六次御前会议：讨论是留是走的办法，来的只有三个人。慈禧太后携光绪皇帝等皇室倉皇西逃，10月26日抵達西安。载漪溥儁父子、刚毅随驾从行。
8月16日晚，八國聯軍（其实只有七国，德军主力10月17日才抵达北京）已基本佔領北京全城。
8月17日，西逃的慈禧太后诏命荣禄留京办事。10月6日诏离京西行。

## 史料书籍
- ［清］佚名：《西巡迴鑾始末》
- ［清］李希圣：《庚子国变记》
- ［清］羅惇曧：《庚子國變記》
- ［清］羅惇曧：《拳變餘聞》
- ［清］仲芳氏：《庚子记事》
- ［清］刘孟扬：《天津拳匪变乱纪事》
- ［清］柳溪子：《津西毖记》
- ［清］刘以桐：《民教相仇都门闻见录》
- ［清］艾声：《拳匪纪略》
- 佚名：《天津一月记》
- 季理斐（Rev. Donald MacGillivray）：《庚子教會受難記》，上海廣學會出版；
- 柴蓮甫：《庚子教會華人流血史》，聖教書會出版。
- 李杕：《拳禍記》，上海土山灣印書館出版。
- Broomhall, Marshall.《内地会殉道传教士及某些逃生者所受之险难》Martyred Missionaries of the China Inland Mission with a record of the Perils and Sufferings of Some Who Escaped. London: Morgan and Scott. 1901 [2006-06-21].
- Bryson, Mary. . London: London Missionary Society. 1904.
- Forsyth, Robert Coventry. . New York, Chicago: Fleming H. Revell. 1904.
- Glover, Archibald. . Glasgow: Pickering & Inglis. 1904.
- Headland, Isaac Taylor. . New York: Eaton & Mains. 1902.
- Miner, Luella. . Philadelphia: The Westminster Press. 1903.
- Historical Bibliography of the China Inland Mission

## 后世研究著作
- 廖一中. . 中国社会科学出版社. 1995年. ISBN 7-5004-1618-0.
- Joseph W. Esherick. . University of California Press. 1988-08-18  [2017-04-24]. ISBN 978-0-520-90896-3. （原始内容存档于2021-01-26）.（英文） 周锡瑞（Joseph W. Esherick）. . 張俊義等譯. 南京: 江蘇人民出版社. 1994年. ISBN 9787214012692.
- R. G. Tiedemann. . 崔华杰譯. 南京: 江苏人民出版社. 2011年  [2013-12-15]. ISBN 978-7-214-07034-0. （原始内容存档于2014-01-07）.
- Robert Bickers; R. G. Tiedemann. . Rowman & Littlefield Publishers. 2007-07-12  [2017-04-24]. ISBN 978-0-7425-7197-6. （原始内容存档于2021-01-17）.（英文）
- 弗雷德里克•A•沙夫、彼德•哈林顿著. . 顾明译. 天津人民出版社. 2010年1月1日. ISBN 9787201064772.
- 侯宜傑. . 台北: 秀威出版. 2010年10月8日  [2013年12月15日]. ISBN 978-986-221-531-9. （原始内容存档于2014年1月7日）.
- 唐德剛. . 遠流出版. 1998年  [2013-12-11]. ISBN 978-957-32-3514-9. （原始内容存档于2014-01-07）.
- Paul A. Cohen. . 杜繼東譯. 南京: 江苏人民出版社. 2000年  [2013-12-15]. ISBN 9787214028082. （原始内容存档于2014-01-07）.
- 相蓝欣. . 上海: 华东师范大学出版社. 2003年  [2013-12-15]. ISBN 978-7-5617-3617-3. （原始内容存档于2014-01-07）.（英文版同年初出版）。
- 佐藤公彦著. . 宋軍等譯. 北京: 中國社会科学出版社. 2007年  [2013-12-15]. ISBN 9787500459965. （原始内容存档于2014-01-07）.
- Diana Preston. . Robinson Publishing. March 28, 2002. ISBN 978-1841194905.（英文）

## 外部連結
- 周锡瑞：〈论义和拳运动的社会成因（页面存档备份，存于）〉。
- 周锡瑞：〈试论义和团仪式的社会意义（页面存档备份，存于）〉。
- 罗志田：〈社会分野与思想竞争：传教士与义和团的微妙互动关系〉。
- 柯文：〈以人類學觀點看義和團（页面存档备份，存于）〉。
- 柯文：〈义和团、基督徒和神——从宗教战争角度看1900年的义和团斗争（页面存档备份，存于）〉。
- 狄德满：〈义和团民与天主教徒在华北的武装冲突（页面存档备份，存于）〉。
- 狄德满：〈晚清基督教、帝国主义与义和团的兴起（页面存档备份，存于）〉。
- 佐藤公彦：〈义和团民众的权力观（页面存档备份，存于）〉。
- 中村达雄：〈清末天津县的乡镇结构与义和团组织（页面存档备份，存于）〉。
- 义和团和清廷的大屠杀
- 袁偉時：尋求真相：为何、何时、如何「反帝反封建」？
- 袁偉時：现代化与历史教科书
- 重評義和團運動（一）
- 八國聯軍中的美國（一）
- 1900年8月14日八國聯軍向北京發起總攻
- Eyewitness account: When the Allies Entered Peking，1900（页面存档备份，存于），an excerpt of Pierre Loti's Les Derniers Jours de Pékin (1902).
- 清政府在義和團事件中的角色（页面存档备份，存于）
- 义和团时期基督徒殉道系列